# Liste des chapelles du Finistère
La liste des chapelles du Finistère présente les chapelles de culte catholique situées sur le territoire des communes du départements français du Finistère.
Il est fait état des diverses protections dont elles peuvent bénéficier, et notamment les inscriptions et classements au titre des monuments historiques.
Toutes sont situées dans le diocèse de Quimper et Léon.

## Liste
| Chapelle                                                                    | Commune                     | Adresse | Coordonnées                        | Notice         | Protection                                | Date | Illustration                                                                |
| --------------------------------------------------------------------------- | --------------------------- | ------- | ---------------------------------- | -------------- | ----------------------------------------- | ---- | --------------------------------------------------------------------------- |
| Chapelle Saint-Laurent de Nivinen                                           | Arzano                      |         | 47° 53′ 32″ nord, 3° 27′ 13″ ouest |                |                                           |      | Image manquante Téléverser                                                  |
| Chapelle Sainte-Brigitte de Laduguentel                                     | Audierne                    |         | 48° 02′ 15″ nord, 4° 33′ 02″ ouest |                |                                           |      | Image manquante Téléverser                                                  |
| Chapelle Sainte-Edwette de Sainte-Evette                                    | Audierne                    |         | 48° 00′ 37″ nord, 4° 33′ 21″ ouest | « IA00006374 » |                                           |      | Chapelle Sainte-Edwette de Sainte-Evette                                    |
| Chapelle de la Véronique                                                    | Bannalec                    |         | 47° 56′ 13″ nord, 3° 45′ 06″ ouest | « PA00089829 » | Classé MH                                 | 1914 | Chapelle de la Véronique                                                    |
| Chapelle Sainte-Tréphine de Trébalay                                        | Bannalec                    |         | 47° 54′ 46″ nord, 3° 44′ 54″ ouest |                |                                           |      | Chapelle Sainte-Tréphine de Trébalay                                        |
| Chapelle Notre-Dame-des-Neiges de l'Église-Blanche                          | Bannalec                    |         | 47° 54′ 12″ nord, 3° 43′ 49″ ouest |                |                                           |      | Image manquante Téléverser                                                  |
| Chapelle Saint-Cado de Bannalec                                             | Bannalec                    |         | 47° 55′ 23″ nord, 3° 36′ 57″ ouest |                |                                           |      | Chapelle Saint-Cado de Bannalec                                             |
| Chapelle Saint-Jacques de Bannalec                                          | Bannalec                    |         | 47° 58′ 23″ nord, 3° 40′ 30″ ouest |                |                                           |      | Chapelle Saint-Jacques de Bannalec                                          |
| Chapelle Saint-Mathieu de Bannalec                                          | Bannalec                    |         | 47° 57′ 31″ nord, 3° 45′ 26″ ouest |                |                                           |      | Chapelle Saint-Mathieu de Bannalec                                          |
| Chapelle Sainte-Barbe de Sainte-Barbe (Finistère)                           | Berrien                     |         | 48° 24′ 22″ nord, 3° 44′ 43″ ouest |                |                                           |      | Chapelle Sainte-Barbe de Sainte-Barbe (Finistère)                           |
| Chapelle Saint-Conogan de Lescognan                                         | Beuzec-Cap-Sizun            |         | 48° 05′ 12″ nord, 4° 27′ 39″ ouest | « IA00006107 » |                                           |      | Chapelle Saint-Conogan de Lescognan                                         |
| Chapelle Sainte-Espérance de Sanspez                                        | Beuzec-Cap-Sizun            |         | 48° 03′ 17″ nord, 4° 31′ 20″ ouest | « IA00006109 » |                                           |      | Chapelle Sainte-Espérance de Sanspez                                        |
| Chapelle Notre-Dame-des-Grâces de Loguillo                                  | Bohars                      |         | 48° 25′ 35″ nord, 4° 31′ 03″ ouest |                |                                           |      | Image manquante Téléverser                                                  |
| Chapelle du Christ de Tachen-Christ                                         | Botsorhel                   |         | 48° 30′ 20″ nord, 3° 37′ 29″ ouest |                |                                           |      | Image manquante Téléverser                                                  |
| Chapelle des Trépassés de Bourg-Blanc                                       | Bourg-Blanc                 |         | 48° 29′ 57″ nord, 4° 30′ 20″ ouest |                |                                           |      | Chapelle des Trépassés de Bourg-Blanc                                       |
| Chapelle Saint-Urfold de Bourg-Blanc                                        | Bourg-Blanc                 |         | 48° 30′ 26″ nord, 4° 30′ 45″ ouest |                |                                           |      | Chapelle Saint-Urfold de Bourg-Blanc                                        |
| Chapelle Saint-Guénolé de Brest                                             | Brest                       |         | 48° 24′ 25″ nord, 4° 31′ 25″ ouest |                |                                           |      | Chapelle Saint-Guénolé de Brest                                             |
| Chapelle de Brest                                                           | Brest                       |         | à géolocaliser                     |                |                                           |      | Image manquante Téléverser                                                  |
| Chapelle des Servantes des Pauvres de Brest                                 | Brest                       |         | 48° 23′ 13″ nord, 4° 30′ 26″ ouest |                |                                           |      | Image manquante Téléverser                                                  |
| Chapelle du cimetière Saint-Martin                                          | Brest                       |         | 48° 23′ 38″ nord, 4° 28′ 38″ ouest |                |                                           |      | Image manquante Téléverser                                                  |
| Chapelle Notre-Dame-du-Bon-Port de Saint-Marc                               | Brest                       |         | 48° 23′ 37″ nord, 4° 26′ 57″ ouest |                |                                           |      | Chapelle Notre-Dame-du-Bon-Port de Saint-Marc                               |
| Chapelle Sainte-Anne de Kérinou                                             | Brest                       |         | 48° 24′ 20″ nord, 4° 29′ 20″ ouest |                |                                           |      | Chapelle Sainte-Anne de Kérinou                                             |
| Chapelle Sainte-Anne du Portzic                                             | Brest                       |         | 48° 21′ 53″ nord, 4° 32′ 57″ ouest |                |                                           |      | Chapelle Sainte-Anne du Portzic                                             |
| Chapelle de l'hôpital Ponchelet                                             | Brest                       |         | 48° 23′ 36″ nord, 4° 28′ 12″ ouest |                |                                           |      | Chapelle de l'hôpital Ponchelet                                             |
| Chapelle de Kerourien                                                       | Brest                       |         | 48° 23′ 08″ nord, 4° 31′ 49″ ouest |                |                                           |      | Image manquante Téléverser                                                  |
| Chapelle maritime de l'hôpital d'Instruction des armées Clermont-Tonnerre   | Brest                       |         | 48° 23′ 35″ nord, 4° 29′ 51″ ouest |                |                                           |      | Image manquante Téléverser                                                  |
| Chapelle de la marine de Brest                                              | Brest                       |         | 48° 23′ 35″ nord, 4° 29′ 52″ ouest |                |                                           |      | Chapelle de la marine de Brest                                              |
| Chapelle du Landais                                                         | Brest                       |         | 48° 23′ 09″ nord, 4° 30′ 10″ ouest |                |                                           |      | Image manquante Téléverser                                                  |
| Chapelle de la Marine                                                       | Brest                       |         | 48° 23′ 20″ nord, 4° 28′ 51″ ouest |                |                                           |      | Image manquante Téléverser                                                  |
| Chapelle du port de commerce                                                | Brest                       |         | 48° 23′ 04″ nord, 4° 28′ 52″ ouest |                |                                           |      | Chapelle du port de commerce                                                |
| Chapelle Notre-Dame de Recouvrance de Brest                                 | Brest                       |         | 48° 22′ 57″ nord, 4° 29′ 52″ ouest |                |                                           |      | Chapelle Notre-Dame de Recouvrance de Brest                                 |
| Chapelle Notre-Dame-de-Lourdes de Saint-Pierre-Quilbignon                   | Brest                       |         | 48° 22′ 46″ nord, 4° 32′ 09″ ouest | « IA29003502 » |                                           |      | Chapelle Notre-Dame-de-Lourdes de Saint-Pierre-Quilbignon                   |
| Chapelle Sainte-Cécile de Briec                                             | Briec                       |         | 48° 03′ 19″ nord, 4° 02′ 22″ ouest | « PA00089848 » | Inscrit MH                                | 1935 | Chapelle Sainte-Cécile de Briec                                             |
| Chapelle Saint-Sébastien de Guernilis                                       | Briec                       |         | 48° 08′ 08″ nord, 4° 03′ 03″ ouest | « PA00089849 » | Inscrit MH                                | 1976 | Chapelle Saint-Sébastien de Guernilis                                       |
| Chapelle Saint-Vennec                                                       | Briec                       |         | 48° 06′ 52″ nord, 4° 04′ 10″ ouest | « PA00089850 » | Classé MH                                 | 1955 | Chapelle Saint-Vennec                                                       |
| Chapelle de la Madeleine de Briec                                           | Briec                       |         | 48° 06′ 38″ nord, 4° 01′ 48″ ouest |                |                                           |      | Chapelle de la Madeleine de Briec                                           |
| Chapelle Notre-Dame d'Illijour                                              | Briec                       |         | 48° 07′ 32″ nord, 4° 02′ 20″ ouest |                |                                           |      | Image manquante Téléverser                                                  |
| Chapelle Saint-Corentin de Kreisker                                         | Briec                       |         | 48° 02′ 09″ nord, 4° 00′ 32″ ouest |                |                                           |      | Chapelle Saint-Corentin de Kreisker                                         |
| Chapelle Saint-Guénolé de Trolez                                            | Briec                       |         | 48° 04′ 24″ nord, 3° 59′ 35″ ouest |                |                                           |      | Chapelle Saint-Guénolé de Trolez                                            |
| Chapelle Saint-Egarec de Briec                                              | Briec                       |         | 48° 05′ 26″ nord, 4° 02′ 43″ ouest |                |                                           |      | Image manquante Téléverser                                                  |
| Chapelle de Trégain                                                         | Briec                       |         | 48° 08′ 58″ nord, 4° 03′ 00″ ouest |                |                                           |      | Chapelle de Trégain                                                         |
| Chapelle du manoir de Keroulas                                              | Brélès                      |         | 48° 27′ 35″ nord, 4° 41′ 46″ ouest |                |                                           |      | Chapelle du manoir de Keroulas                                              |
| Chapelle Sainte-Brigitte de Perguet                                         | Bénodet                     |         | 48° 52′ 38″ nord, 4° 02′ 50″ ouest | « PA00089830 » | Classé MH                                 | 1916 | Chapelle Sainte-Brigitte de Perguet                                         |
| Chapelle Notre-Dame-de-Rocamadour de Camaret-sur-Mer                        | Camaret-sur-Mer             |         | 48° 16′ 50″ nord, 4° 35′ 34″ ouest | « PA00089854 » | Inscrit MH                                | 1935 | Chapelle Notre-Dame-de-Rocamadour de Camaret-sur-Mer                        |
| Chapelle Saint-Julien de Lannilien                                          | Camaret-sur-Mer             |         | 48° 15′ 46″ nord, 4° 34′ 54″ ouest |                |                                           |      | Chapelle Saint-Julien de Lannilien                                          |
| Chapelle Notre-Dame de l'île Callot                                         | Carantec                    |         | 48° 41′ 30″ nord, 3° 55′ 30″ ouest | « PA00089856 » | Classé MH Clocher                         | 1914 | Chapelle Notre-Dame de l'île Callot                                         |
| Chapelle Sainte-Anne du Fransic                                             | Carantec                    |         | 48° 38′ 35″ nord, 3° 53′ 42″ ouest |                |                                           |      | Image manquante Téléverser                                                  |
| Chapelle Sainte-Anne de Carhaix-Plouguer                                    | Carhaix-Plouguer            |         | 48° 16′ 36″ nord, 3° 34′ 29″ ouest |                |                                           |      | Chapelle Sainte-Anne de Carhaix-Plouguer                                    |
| Chapelle Notre-Dame-de-Bonne-Nouvelle de Quillidoaré                        | Cast                        |         | 48° 08′ 54″ nord, 4° 09′ 10″ ouest | « IA00005317 » |                                           |      | Chapelle Notre-Dame-de-Bonne-Nouvelle de Quillidoaré                        |
| Chapelle Saint-Gildas de Cast                                               | Cast                        |         | 48° 09′ 58″ nord, 4° 07′ 27″ ouest | « IA00005318 » |                                           |      | Chapelle Saint-Gildas de Cast                                               |
| Chapelle Notre-Dame de Châteaulin                                           | Châteaulin                  |         | 48° 11′ 44″ nord, 4° 05′ 52″ ouest | « PA00089867 » | Classé MH                                 | 1914 | Chapelle Notre-Dame de Châteaulin                                           |
| Chapelle Notre-Dame de Kerluan                                              | Châteaulin                  |         | 48° 11′ 53″ nord, 4° 02′ 34″ ouest |                |                                           |      | Chapelle Notre-Dame de Kerluan                                              |
| Chapelle Saint-Compars de Lospars                                           | Châteaulin                  |         | 48° 13′ 37″ nord, 4° 03′ 21″ ouest | « IA29005598 » |                                           |      | Chapelle Saint-Compars de Lospars                                           |
| Chapelle Saint-Ruellin de Châteauneuf-du-Faou                               | Châteauneuf-du-Faou         |         | 48° 11′ 07″ nord, 3° 46′ 59″ ouest | « IA00005081 » |                                           |      | Chapelle Saint-Ruellin de Châteauneuf-du-Faou                               |
| Chapelle Notre-Dame-de-la-Paix du Pouldu                                    | Clohars-Carnoët             |         | 47° 46′ 07″ nord, 3° 32′ 54″ ouest | « PA00089880 » | Inscrit MH                                | 1962 | Chapelle Notre-Dame-de-la-Paix du Pouldu                                    |
| Chapelle Saint-Maudet de Clohars-Carnoët                                    | Clohars-Carnoët             |         | 47° 46′ 29″ nord, 3° 33′ 14″ ouest | « IA29000633 » |                                           |      | Chapelle Saint-Maudet de Clohars-Carnoët                                    |
| Chapelle Saint-Jacques de Clohars-Carnoët                                   | Clohars-Carnoët             |         | 47° 47′ 19″ nord, 3° 35′ 18″ ouest | « IA29000618 » |                                           |      | Chapelle Saint-Jacques de Clohars-Carnoët                                   |
| Chapelle Sainte-Anne de Doëlan                                              | Clohars-Carnoët             |         | 47° 46′ 40″ nord, 3° 36′ 36″ ouest | « IA29000606 » |                                           |      | Chapelle Sainte-Anne de Doëlan                                              |
| Chapelle de la communauté de l'Arche de Clohars-Fouesnant                   | Clohars-Fouesnant           |         | 47° 53′ 54″ nord, 4° 04′ 04″ ouest |                |                                           |      | Image manquante Téléverser                                                  |
| Chapelle Notre-Dame du Drennec                                              | Clohars-Fouesnant           |         | 47° 54′ 34″ nord, 4° 04′ 18″ ouest |                |                                           |      | Chapelle Notre-Dame du Drennec                                              |
| Chapelle Saint-They                                                         | Cléden-Cap-Sizun            |         | 48° 03′ 37″ nord, 4° 42′ 43″ ouest | « PA00089868 » | Classé MH                                 | 1914 | Chapelle Saint-They                                                         |
| Chapelle Notre-Dame-de-Pitié de Langroas                                    | Cléden-Cap-Sizun            |         | 48° 02′ 51″ nord, 4° 37′ 01″ ouest | « IA00006148 » |                                           |      | Chapelle Notre-Dame-de-Pitié de Langroas                                    |
| Chapelle Saint-Trémeur de Trouguennour                                      | Cléden-Cap-Sizun            |         | 48° 02′ 35″ nord, 4° 38′ 27″ ouest | « IA00006151 » |                                           |      | Chapelle Saint-Trémeur de Trouguennour                                      |
| Chapelle Saint-Tugdual de Trouzent                                          | Cléden-Cap-Sizun            |         | 48° 02′ 55″ nord, 4° 41′ 24″ ouest | « IA00006152 » |                                           |      | Chapelle Saint-Tugdual de Trouzent                                          |
| Chapelle du château de Pratulo                                              | Cléden-Poher                |         | 48° 13′ 25″ nord, 3° 42′ 42″ ouest |                |                                           |      | Chapelle du château de Pratulo                                              |
| Chapelle Notre-Dame du Mur                                                  | Cléden-Poher                |         | 48° 15′ 22″ nord, 3° 39′ 40″ ouest | « IA00004986 » |                                           |      | Chapelle Notre-Dame du Mur                                                  |
| Chapelle Sainte-Anne de Kerfissien                                          | Cléder                      |         | 48° 41′ 22″ nord, 4° 08′ 59″ ouest |                |                                           |      | Image manquante Téléverser                                                  |
| Chapelle du manoir de Tronjoly                                              | Cléder                      |         | 48° 40′ 25″ nord, 4° 07′ 14″ ouest |                |                                           |      | Chapelle du manoir de Tronjoly                                              |
| Chapelle de Brélévenez                                                      | Cléder                      |         | 48° 39′ 44″ nord, 4° 07′ 56″ ouest | « IA00005450 » |                                           |      | Image manquante Téléverser                                                  |
| Chapelle Sainte-Marguerite de Collorec                                      | Collorec                    |         | 48° 17′ 25″ nord, 3° 44′ 33″ ouest | « IA00005091 » |                                           |      | Chapelle Sainte-Marguerite de Collorec                                      |
| Chapelle Saint-Guénolé de Collorec                                          | Collorec                    |         | 48° 18′ 26″ nord, 3° 46′ 43″ ouest | « IA00005092 » |                                           |      | Chapelle Saint-Guénolé de Collorec                                          |
| Chapelle Notre-Dame-de-la-Clarté de Combrit                                 | Combrit                     |         | 47° 52′ 41″ nord, 4° 09′ 28″ ouest |                |                                           |      | Chapelle Notre-Dame-de-la-Clarté de Combrit                                 |
| Chapelle Sainte-Marine de Sainte-Marine                                     | Combrit                     |         | 47° 52′ 26″ nord, 4° 07′ 14″ ouest |                |                                           |      | Chapelle Sainte-Marine de Sainte-Marine                                     |
| Chapelle de la Trinité du Cabellou                                          | Concarneau                  |         | 47° 51′ 26″ nord, 3° 55′ 00″ ouest |                |                                           |      | Chapelle de la Trinité du Cabellou                                          |
| Chapelle de la Trinité de Concarneau                                        | Concarneau                  |         | 47° 52′ 21″ nord, 3° 54′ 52″ ouest |                |                                           |      | Chapelle de la Trinité de Concarneau                                        |
| Chapelle Notre-Dame-de-Bon-Secours de Concarneau                            | Concarneau                  |         | 47° 52′ 08″ nord, 3° 55′ 04″ ouest |                |                                           |      | Chapelle Notre-Dame-de-Bon-Secours de Concarneau                            |
| Chapelle de la Sainte-Trinité de Lochrist                                   | Concarneau                  |         | 47° 54′ 18″ nord, 3° 55′ 07″ ouest |                |                                           |      | Chapelle de la Sainte-Trinité de Lochrist                                   |
| Chapelle de l'école Notre-Dame-du-Sacré-Cœur de Concarneau                  | Concarneau                  |         | 47° 52′ 28″ nord, 3° 55′ 10″ ouest |                |                                           |      | Chapelle de l'école Notre-Dame-du-Sacré-Cœur de Concarneau                  |
| Chapelle de Lochrist                                                        | Coray                       |         | 48° 04′ 29″ nord, 3° 52′ 46″ ouest | « PA00089897 » | Inscrit MH                                | 1933 | Chapelle de Lochrist                                                        |
| Chapelle Notre-Dame de Guernilis                                            | Coray                       |         | 48° 05′ 26″ nord, 3° 50′ 54″ ouest | « IA00005107 » |                                           |      | Image manquante Téléverser                                                  |
| Chapelle Saint-Vennec de Coray                                              | Coray                       |         | 48° 04′ 14″ nord, 3° 50′ 30″ ouest | « IA00005101 » |                                           |      | Image manquante Téléverser                                                  |
| Chapelle Saint-Fiacre de Kerifloc'h                                         | Crozon                      |         | 48° 16′ 56″ nord, 4° 32′ 04″ ouest | « PA00089900 » | Inscrit MH Statues d'animaux de la façade | 1932 | Chapelle Saint-Fiacre de Kerifloc'h                                         |
| Ancienne chapelle Saint-Laurent de Crozon                                   | Crozon                      |         | 48° 14′ 45″ nord, 4° 25′ 26″ ouest |                |                                           |      | Ancienne chapelle Saint-Laurent de Crozon                                   |
| Chapelle Saint-Laurent de Crozon                                            | Crozon                      |         | 48° 14′ 50″ nord, 4° 25′ 18″ ouest |                |                                           |      | Chapelle Saint-Laurent de Crozon                                            |
| Chapelle Saint-Hernot de Crozon                                             | Crozon                      |         | 48° 12′ 11″ nord, 4° 31′ 49″ ouest |                |                                           |      | Chapelle Saint-Hernot de Crozon                                             |
| Chapelle Saint-Philibert de Crozon                                          | Crozon                      |         | 48° 15′ 25″ nord, 4° 31′ 55″ ouest | « IA29004844 » |                                           |      | Chapelle Saint-Philibert de Crozon                                          |
| Chapelle de Trébéron                                                        | Crozon                      |         | 48° 14′ 25″ nord, 4° 26′ 49″ ouest |                |                                           |      | Image manquante Téléverser                                                  |
| Chapelle du Père Benoît du Fret                                             | Crozon                      |         | à géolocaliser                     |                |                                           |      | Chapelle du Père Benoît du Fret                                             |
| Chapelle Saint-Jean de Crozon                                               | Crozon                      |         | à géolocaliser                     |                |                                           |      | Chapelle Saint-Jean de Crozon                                               |
| Chapelle Sainte-Anne de Daoulas                                             | Daoulas                     |         | 48° 21′ 43″ nord, 4° 15′ 51″ ouest | « PA00089904 » | Classé MH                                 | 1862 | Chapelle Sainte-Anne de Daoulas                                             |
| Chapelle Notre-Dame-des-Fontaines de Daoulas                                | Daoulas                     |         | 48° 21′ 47″ nord, 4° 15′ 58″ ouest | « PA00089905 » | Inscrit MH                                | 1926 | Chapelle Notre-Dame-des-Fontaines de Daoulas                                |
| Chapelle Saint-Roch de Daoulas                                              | Daoulas                     |         | 48° 21′ 48″ nord, 4° 15′ 52″ ouest |                |                                           |      | Chapelle Saint-Roch de Daoulas                                              |
| Chapelle Saint-Exupère de Dinéault                                          | Dinéault                    |         | 48° 13′ 39″ nord, 4° 08′ 03″ ouest | « IA00005307 » |                                           |      | Chapelle Saint-Exupère de Dinéault                                          |
| Chapelle Sainte-Nonne de Dirinon                                            | Dirinon                     |         | 48° 23′ 52″ nord, 4° 16′ 09″ ouest | « PA00089907 » | Classé MH                                 | 1960 | Chapelle Sainte-Nonne de Dirinon                                            |
| Chapelle Saint-Divy de Dirinon                                              | Dirinon                     |         | 48° 23′ 14″ nord, 4° 16′ 05″ ouest |                |                                           |      | Chapelle Saint-Divy de Dirinon                                              |
| Chapelle Sainte-Croix de Douarnenez                                         | Douarnenez                  |         | 48° 05′ 09″ nord, 4° 18′ 40″ ouest | « PA00089909 » | Inscrit MH                                | 1932 | Chapelle Sainte-Croix de Douarnenez                                         |
| Chapelle Sainte-Hélène de Douarnenez                                        | Douarnenez                  |         | 48° 05′ 36″ nord, 4° 19′ 33″ ouest | « PA00089910 » | Inscrit MH                                | 2012 | Chapelle Sainte-Hélène de Douarnenez                                        |
| Chapelle Saint-Jean de Tréboul                                              | Douarnenez                  |         | 48° 05′ 31″ nord, 4° 22′ 46″ ouest | « PA00089911 » | Classé MH Clocher                         | 1924 | Chapelle Saint-Jean de Tréboul                                              |
| Chapelle Saint-Michel de Douarnenez                                         | Douarnenez                  |         | 48° 05′ 35″ nord, 4° 19′ 57″ ouest | « PA00089912 » | Classé MH                                 | 1957 | Chapelle Saint-Michel de Douarnenez                                         |
| Chapelle Saint-Vendal de Brunguen                                           | Douarnenez                  |         | 48° 04′ 10″ nord, 4° 20′ 48″ ouest | « IA00005824 » |                                           |      | Chapelle Saint-Vendal de Brunguen                                           |
| Chapelle des Aviateurs de Douarnenez                                        | Douarnenez                  |         | 48° 06′ 08″ nord, 4° 20′ 15″ ouest |                |                                           |      | Chapelle des Aviateurs de Douarnenez                                        |
| Chapelle Saint-Jean-Botlan d'Edern                                          | Edern                       |         | 48° 06′ 45″ nord, 3° 56′ 14″ ouest | « PA00089916 » | Inscrit MH                                | 1976 | Chapelle Saint-Jean-Botlan d'Edern                                          |
| Chapelle Notre-Dame du Niver                                                | Edern                       |         | 48° 06′ 04″ nord, 3° 56′ 09″ ouest |                |                                           |      | Image manquante Téléverser                                                  |
| Chapelle Saint-Guénolé de Gulvain                                           | Edern                       |         | 48° 06′ 09″ nord, 3° 55′ 05″ ouest |                |                                           |      | Image manquante Téléverser                                                  |
| Chapelle Sainte-Anne de Tréanna                                             | Elliant                     |         | 48° 01′ 30″ nord, 3° 53′ 43″ ouest |                |                                           |      | Chapelle Sainte-Anne de Tréanna                                             |
| Chapelle Saint-Cloud d'Elliant                                              | Elliant                     |         | 47° 59′ 36″ nord, 3° 53′ 45″ ouest |                |                                           |      | Chapelle Saint-Cloud d'Elliant                                              |
| Chapelle Sainte-Marguerite de Kérédec                                       | Elliant                     |         | 48° 01′ 35″ nord, 3° 56′ 23″ ouest |                |                                           |      | Image manquante Téléverser                                                  |
| Chapelle Saint-Michel de Moustoir-Vraz                                      | Elliant                     |         | 48° 02′ 45″ nord, 3° 55′ 42″ ouest |                |                                           |      | Chapelle Saint-Michel de Moustoir-Vraz                                      |
| Chapelle Notre-Dame de Kerdévot                                             | Ergué-Gabéric               |         | 48° 00′ 23″ nord, 3° 58′ 50″ ouest | « PA00089920 » | Classé MH                                 | 1914 | Chapelle Notre-Dame de Kerdévot                                             |
| Chapelle Saint-André de Saint-André (Finistère)                             | Ergué-Gabéric               |         | 48° 01′ 34″ nord, 3° 59′ 29″ ouest |                |                                           |      | Chapelle Saint-André de Saint-André (Finistère)                             |
| Chapelle saint André à Ergué-Gabéric                                        | Ergué-Gabéric               |         | 48° 01′ 34″ nord, 3° 59′ 29″ ouest |                |                                           |      | Image manquante Téléverser                                                  |
| Chapelle Saint-Guénolé d'Ergué-Gabéric                                      | Ergué-Gabéric               |         | 48° 01′ 21″ nord, 4° 02′ 21″ ouest |                |                                           |      | Chapelle Saint-Guénolé d'Ergué-Gabéric                                      |
| Chapelle Notre-Dame-des-Neiges de Kerbader                                  | Fouesnant                   |         | 47° 51′ 36″ nord, 4° 01′ 21″ ouest |                |                                           |      | Chapelle Notre-Dame-des-Neiges de Kerbader                                  |
| Chapelle Sainte-Anne de Fouesnant                                           | Fouesnant                   |         | 47° 54′ 21″ nord, 4° 01′ 12″ ouest | « PA00089962 » | Classé MH                                 | 1914 | Chapelle Sainte-Anne de Fouesnant                                           |
| Chapelle Saint-Guénolé de Beg-Meil                                          | Fouesnant                   |         | 47° 51′ 36″ nord, 3° 59′ 12″ ouest |                |                                           |      | Chapelle Saint-Guénolé de Beg-Meil                                          |
| Chapelle Saint-Sébastien de Fouesnant                                       | Fouesnant                   |         | 47° 52′ 16″ nord, 4° 03′ 38″ ouest |                |                                           |      | Image manquante Téléverser                                                  |
| Chapelle Notre-Dame-des-Isles de l'île du Loc'h                             | Fouesnant                   |         | 47° 42′ 31″ nord, 3° 59′ 57″ ouest |                |                                           |      | Image manquante Téléverser                                                  |
| Chapelle du château de Kervezec                                             | Garlan                      |         | 48° 36′ 17″ nord, 3° 46′ 13″ ouest |                |                                           |      | Chapelle du château de Kervezec                                             |
| Chapelle Sainte-Anne de Ty-Névez                                            | Garlan                      |         | 48° 35′ 45″ nord, 3° 45′ 05″ ouest |                |                                           |      | Image manquante Téléverser                                                  |
| Chapelle du château du Bois de la Roche                                     | Garlan                      |         | 48° 36′ 32″ nord, 3° 45′ 47″ ouest |                |                                           |      | Chapelle du château du Bois de la Roche                                     |
| Chapelle Saint-Cadou de Kerzinaou                                           | Gouesnach                   |         | 47° 56′ 09″ nord, 4° 06′ 06″ ouest | « PA00089968 » | Classé MH                                 | 1922 | Chapelle Saint-Cadou de Kerzinaou                                           |
| Chapelle Notre-Dame-du-Vray-Secours de Gouesnach                            | Gouesnach                   |         | 47° 55′ 34″ nord, 4° 06′ 39″ ouest |                |                                           |      | Chapelle Notre-Dame-du-Vray-Secours de Gouesnach                            |
| Chapelle Sainte-Anne de Gouesnou                                            | Gouesnou                    |         | 48° 27′ 03″ nord, 4° 28′ 02″ ouest |                |                                           |      | Image manquante Téléverser                                                  |
| Chapelle Saint-Laurent de Lannourec                                         | Goulien                     |         | 48° 03′ 35″ nord, 4° 34′ 10″ ouest | « PA00089976 » | Inscrit MH                                | 1932 | Chapelle Saint-Laurent de Lannourec                                         |
| Chapelle du Pénity                                                          | Goulven                     |         | 48° 37′ 44″ nord, 4° 18′ 40″ ouest |                |                                           |      | Chapelle du Pénity                                                          |
| Chapelle ossuaire de Goulven                                                | Goulven                     |         | 48° 37′ 45″ nord, 4° 18′ 06″ ouest |                |                                           |      | Chapelle ossuaire de Goulven                                                |
| Chapelle Notre-Dame de Tréguron                                             | Gouézec                     |         | 48° 10′ 31″ nord, 3° 56′ 42″ ouest | « PA00089973 » | Inscrit MH                                | 1926 | Chapelle Notre-Dame de Tréguron                                             |
| Chapelle Notre-Dame des Trois-Fontaines                                     | Gouézec                     |         | 48° 08′ 50″ nord, 4° 00′ 37″ ouest | « PA00089974 » | Classé MH                                 | 1927 | Chapelle Notre-Dame des Trois-Fontaines                                     |
| Chapelle des Carriers de Pont-Coblant                                       | Gouézec                     |         | 48° 11′ 25″ nord, 3° 59′ 09″ ouest |                |                                           |      | Chapelle des Carriers de Pont-Coblant                                       |
| Chapelle Sainte-Brigitte de Guengat                                         | Guengat                     |         | 48° 03′ 25″ nord, 4° 14′ 12″ ouest | « IA00005870 » |                                           |      | Chapelle Sainte-Brigitte de Guengat                                         |
| Chapelle Saint-Trémeur de Guerlesquin                                       | Guerlesquin                 |         | 48° 32′ 27″ nord, 3° 34′ 54″ ouest |                |                                           |      | Chapelle Saint-Trémeur de Guerlesquin                                       |
| Chapelle Saint-Modez de Guerlesquin                                         | Guerlesquin                 |         | 48° 32′ 10″ nord, 3° 33′ 23″ ouest |                |                                           |      | Chapelle Saint-Modez de Guerlesquin                                         |
| Chapelle Saint-Jacques de Lézarazien                                        | Guiclan                     |         | 48° 30′ 30″ nord, 4° 01′ 26″ ouest |                |                                           |      | Chapelle Saint-Jacques de Lézarazien                                        |
| Chapelle Saint-Jacques de Guiclan                                           | Guiclan                     |         | 48° 30′ 32″ nord, 4° 01′ 14″ ouest |                |                                           |      | Chapelle Saint-Jacques de Guiclan                                           |
| Chapelle Saint-Vizias de Croix-Neuve                                        | Guiclan                     |         | 48° 34′ 46″ nord, 3° 55′ 55″ ouest |                |                                           |      | Image manquante Téléverser                                                  |
| Chapelle Notre-Dame-de-la-Clarté de Saint-Éloi                              | Guilligomarc'h              |         | 47° 56′ 31″ nord, 3° 26′ 10″ ouest | « PA29000091 » | Inscrit MH                                | 2015 | Chapelle Notre-Dame-de-la-Clarté de Saint-Éloi                              |
| Chapelle Saint-Julien de Ty-Meur                                            | Guilligomarc'h              |         | 47° 57′ 07″ nord, 3° 24′ 47″ ouest | « IA29001967 » |                                           |      | Image manquante Téléverser                                                  |
| Chapelle Saint-Trémeur de Guilvinec                                         | Guilvinec                   |         | 47° 48′ 18″ nord, 4° 17′ 40″ ouest | « PA00089990 » | Inscrit MH                                | 1935 | Chapelle Saint-Trémeur de Guilvinec                                         |
| Chapelle du Christ de Guimaëc                                               | Guimaëc                     |         | 48° 40′ 52″ nord, 3° 42′ 42″ ouest | « PA00089993 » | Inscrit MH                                | 1932 | Chapelle du Christ de Guimaëc                                               |
| Chapelle Notre-Dame-des-Joies de Guimaëc                                    | Guimaëc                     |         | 48° 40′ 08″ nord, 3° 40′ 33″ ouest | « PA00089994 » | Classé MH                                 | 1916 | Chapelle Notre-Dame-des-Joies de Guimaëc                                    |
| Chapelle funéraire de Guimiliau                                             | Guimiliau                   |         | 48° 29′ 18″ nord, 3° 59′ 50″ ouest |                |                                           |      | Chapelle funéraire de Guimiliau                                             |
| Chapelle Notre-Dame du Rhun                                                 | Guipavas                    |         | 48° 26′ 09″ nord, 4° 24′ 02″ ouest | « PA00089999 » | Classé MH Clocher et façade               | 1914 | Chapelle Notre-Dame du Rhun                                                 |
| Chapelle Saint-Yves de Guipavas                                             | Guipavas                    |         | 48° 25′ 26″ nord, 4° 21′ 06″ ouest |                |                                           |      | Chapelle Saint-Yves de Guipavas                                             |
| Chapelle Notre-Dame des Carmes de Brendaouez                                | Guissény                    |         | 48° 36′ 55″ nord, 4° 25′ 07″ ouest |                |                                           |      | Image manquante Téléverser                                                  |
| Chapelle ossuaire de l'Immaculée-Conception de Guissény                     | Guissény                    |         | 48° 38′ 01″ nord, 4° 24′ 36″ ouest |                |                                           |      | Chapelle ossuaire de l'Immaculée-Conception de Guissény                     |
| Chapelle Notre-Dame de Lanvoy                                               | Hanvec                      |         | 48° 17′ 51″ nord, 4° 13′ 31″ ouest |                |                                           |      | Chapelle Notre-Dame de Lanvoy                                               |
| Chapelle Saint-Oyen de Lanvoy                                               | Hanvec                      |         | 48° 17′ 51″ nord, 4° 13′ 30″ ouest |                |                                           |      | Chapelle Saint-Oyen de Lanvoy                                               |
| Chapelle du manoir de Kerliver                                              | Hanvec                      |         | 48° 19′ 12″ nord, 4° 12′ 24″ ouest |                |                                           |      | Chapelle du manoir de Kerliver                                              |
| Chapelle Saint-Conval de Toulboën                                           | Hanvec                      |         | 48° 19′ 56″ nord, 4° 05′ 37″ ouest |                |                                           |      | Chapelle Saint-Conval de Toulboën                                           |
| Chapelle Sainte-Marguerite de Kerhamon                                      | Henvic                      |         | 48° 38′ 35″ nord, 3° 56′ 53″ ouest |                |                                           |      | Chapelle Sainte-Marguerite de Kerhamon                                      |
| Chapelle Notre-Dame-des-Cieux d'Huelgoat                                    | Huelgoat                    |         | 48° 21′ 39″ nord, 3° 44′ 49″ ouest | « PA00090006 » | Classé MH                                 | 1914 | Chapelle Notre-Dame-des-Cieux d'Huelgoat                                    |
| Chapelle Sainte-Anne de Troaon                                              | Hôpital-Camfrout            |         | 48° 18′ 40″ nord, 4° 15′ 21″ ouest |                |                                           |      | Image manquante Téléverser                                                  |
| Chapelle Notre-Dame-de-la-Délivrance d'Irvillac                             | Irvillac                    |         | 48° 22′ 09″ nord, 4° 12′ 49″ ouest |                |                                           |      | Chapelle Notre-Dame-de-la-Délivrance d'Irvillac                             |
| Chapelle Notre-Dame-de-Lorette de Coatnant                                  | Irvillac                    |         | 48° 21′ 34″ nord, 4° 11′ 11″ ouest |                |                                           |      | Chapelle Notre-Dame-de-Lorette de Coatnant                                  |
| Chapelle de la Trinité de Kergloff                                          | Kergloff                    |         | 48° 15′ 58″ nord, 3° 40′ 06″ ouest | « IA00004998 » |                                           |      | Chapelle de la Trinité de Kergloff                                          |
| Chapelle Notre-Dame-du-Bon-Secours de Restanlern                            | Kergloff                    |         | 48° 16′ 14″ nord, 3° 39′ 05″ ouest |                |                                           |      | Image manquante Téléverser                                                  |
| Chapelle Saint-Egarec de Kerlouan                                           | Kerlouan                    |         | 48° 39′ 23″ nord, 4° 23′ 18″ ouest |                |                                           |      | Chapelle Saint-Egarec de Kerlouan                                           |
| Chapelle Notre-Dame du Croazou                                              | Kerlouan                    |         | 48° 39′ 12″ nord, 4° 21′ 23″ ouest | « IA29003539 » |                                           |      | Chapelle Notre-Dame du Croazou                                              |
| Chapelle Sainte-Anne de Kerlouan                                            | Kerlouan                    |         | 48° 38′ 41″ nord, 4° 21′ 58″ ouest |                |                                           |      | Chapelle Sainte-Anne de Kerlouan                                            |
| Chapelle Saint-Guenal de Lestonquet                                         | Kerlouan                    |         | 48° 40′ 05″ nord, 4° 21′ 26″ ouest |                |                                           |      | Chapelle Saint-Guenal de Lestonquet                                         |
| Chapelle Saint-Sauveur de Saint-Sauveur (Finistère)                         | Kerlouan                    |         | 48° 37′ 48″ nord, 4° 22′ 09″ ouest |                |                                           |      | Image manquante Téléverser                                                  |
| Chapelle Notre-Dame-de-la-Clarté d'Alleuré                                  | Kerlouan                    |         | 48° 35′ 27″ nord, 4° 21′ 03″ ouest |                |                                           |      | Chapelle Notre-Dame-de-la-Clarté d'Alleuré                                  |
| Chapelle Notre-Dame-des-Grâces de Lanvélar                                  | Kersaint-Plabennec          |         | 48° 28′ 09″ nord, 4° 20′ 48″ ouest |                |                                           |      | Chapelle Notre-Dame-des-Grâces de Lanvélar                                  |
| Chapelle Saint-Houardon de la Feuillée                                      | La Feuillée                 |         | 48° 23′ 31″ nord, 3° 51′ 21″ ouest |                |                                           |      | Chapelle Saint-Houardon de la Feuillée                                      |
| Chapelle Sainte-Anne de La Forest-Landerneau                                | La Forest-Landerneau        |         | 48° 25′ 49″ nord, 4° 18′ 54″ ouest |                |                                           |      | Image manquante Téléverser                                                  |
| Chapelle Saint-Maudetz du Pénity                                            | La Forêt-Fouesnant          |         | 48° 54′ 35″ nord, 3° 58′ 34″ ouest |                |                                           |      | Chapelle Saint-Maudetz du Pénity                                            |
| Chapelle ossuaire de la Trinité de Lampaul-Guimiliau                        | Lampaul-Guimiliau           |         | 48° 29′ 35″ nord, 4° 02′ 26″ ouest |                |                                           |      | Chapelle ossuaire de la Trinité de Lampaul-Guimiliau                        |
| Chapelle Saint-Anne de Lampaul-Guimiliau                                    | Lampaul-Guimiliau           |         | 48° 27′ 43″ nord, 4° 01′ 49″ ouest |                |                                           |      | Chapelle Saint-Anne de Lampaul-Guimiliau                                    |
| Chapelle Saint-Egarec de Lampaul-Plouarzel                                  | Lampaul-Plouarzel           |         | 48° 26′ 40″ nord, 4° 46′ 16″ ouest |                |                                           |      | Chapelle Saint-Egarec de Lampaul-Plouarzel                                  |
| Chapelle de l'Immaculée-Conception de Landerneau                            | Landerneau                  |         | 48° 26′ 34″ nord, 4° 15′ 51″ ouest |                |                                           |      | Chapelle de l'Immaculée-Conception de Landerneau                            |
| Chapelle des Capucins de Landerneau                                         | Landerneau                  |         | 48° 27′ 10″ nord, 4° 15′ 13″ ouest |                |                                           |      | Image manquante Téléverser                                                  |
| Chapelle Notre-Dame-de-Lourdes de Landivisiau                               | Landivisiau                 |         | 48° 30′ 41″ nord, 4° 04′ 23″ ouest |                |                                           |      | Image manquante Téléverser                                                  |
| Chapelle ossuaire Sainte-Anne de Landivisiau                                | Landivisiau                 |         | 48° 30′ 49″ nord, 4° 04′ 13″ ouest |                |                                           |      | Chapelle ossuaire Sainte-Anne de Landivisiau                                |
| Chapelle Notre-Dame de Quilinen                                             | Landrévarzec                |         | 48° 04′ 45″ nord, 4° 03′ 58″ ouest | « PA00090046 » | Classé MH                                 | 1990 | Chapelle Notre-Dame de Quilinen                                             |
| Chapelle Saint-Tugdual de Landudal                                          | Landudal                    |         | 48° 03′ 48″ nord, 3° 58′ 42″ ouest |                |                                           |      | Chapelle Saint-Tugdual de Landudal                                          |
| Chapelle Saint-Yves de Landudal                                             | Landudal                    |         | 48° 03′ 41″ nord, 3° 57′ 26″ ouest |                |                                           |      | Image manquante Téléverser                                                  |
| Chapelle Notre-Dame-de-Bon-Secours de Kersaint                              | Landunvez                   |         | 48° 32′ 57″ nord, 4° 42′ 19″ ouest |                |                                           |      | Chapelle Notre-Dame-de-Bon-Secours de Kersaint                              |
| Chapelle Saint-Gonval d'Argenton                                            | Landunvez                   |         | 48° 31′ 43″ nord, 4° 45′ 31″ ouest |                |                                           |      | Chapelle Saint-Gonval d'Argenton                                            |
| Chapelle Saint-Samson de Landunvez                                          | Landunvez                   |         | 48° 32′ 58″ nord, 4° 44′ 05″ ouest |                |                                           |      | Chapelle Saint-Samson de Landunvez                                          |
| Chapelle Sainte-Marguerite de Landéda                                       | Landéda                     |         | 48° 35′ 49″ nord, 4° 35′ 56″ ouest |                |                                           |      | Chapelle Sainte-Marguerite de Landéda                                       |
| Chapelle Saint-Eveltoc de Brouennou                                         | Landéda                     |         | 48° 34′ 54″ nord, 4° 36′ 12″ ouest |                |                                           |      | Chapelle Saint-Eveltoc de Brouennou                                         |
| Chapelle Saint-Laurent de Troménec                                          | Landéda                     |         | 48° 35′ 05″ nord, 4° 33′ 39″ ouest | « PA00090024 » | Inscrit MH                                | 1926 | Chapelle Saint-Laurent de Troménec                                          |
| Chapelle Notre-Dame du Folgoat                                              | Landévennec                 |         | 48° 16′ 26″ nord, 4° 17′ 37″ ouest |                |                                           |      | Chapelle Notre-Dame du Folgoat                                              |
| Chapelle ossuaire de Lanhouarneau                                           | Lanhouarneau                |         | 48° 34′ 46″ nord, 4° 12′ 38″ ouest |                |                                           |      | Chapelle ossuaire de Lanhouarneau                                           |
| Chapelle Saint-Gildas de Lanildut                                           | Lanildut                    |         | 48° 28′ 31″ nord, 4° 45′ 00″ ouest |                |                                           |      | Image manquante Téléverser                                                  |
| Chapelle Notre-Dame de Kernitron                                            | Lanmeur                     |         | 48° 38′ 58″ nord, 3° 43′ 09″ ouest | « PA00090056 » | Classé MH                                 | 1983 | Chapelle Notre-Dame de Kernitron                                            |
| Chapelle Notre-Dame du Bergot                                               | Lannilis                    |         | 48° 34′ 11″ nord, 4° 28′ 11″ ouest | « PA00090061 » | Inscrit MH                                | 1976 | Image manquante Téléverser                                                  |
| Chapelle Saint-Sébastien de Lannilis                                        | Lannilis                    |         | 48° 33′ 51″ nord, 4° 31′ 02″ ouest |                |                                           |      | Image manquante Téléverser                                                  |
| Chapelle du château de Kérouartz                                            | Lannilis                    |         | 48° 34′ 55″ nord, 4° 30′ 10″ ouest |                |                                           |      | Chapelle du château de Kérouartz                                            |
| Chapelle du Roual                                                           | Lannilis                    |         | 48° 33′ 25″ nord, 4° 31′ 50″ ouest |                |                                           |      | Image manquante Téléverser                                                  |
| Chapelle Sainte-Anne, ossuaire de Lannédern                                 | Lannédern                   |         | 48° 18′ 09″ nord, 3° 53′ 41″ ouest |                |                                           |      | Chapelle Sainte-Anne, ossuaire de Lannédern                                 |
| Chapelle Saint-Voirin du Cloître-Pleyben                                    | Le Cloître-Pleyben          |         | 48° 15′ 00″ nord, 3° 54′ 28″ ouest |                |                                           |      | Chapelle Saint-Voirin du Cloître-Pleyben                                    |
| Chapelle Saint-Jean-Baptiste du Cloître-Pleyben                             | Le Cloître-Pleyben          |         | 48° 15′ 59″ nord, 3° 54′ 29″ ouest |                |                                           |      | Chapelle Saint-Jean-Baptiste du Cloître-Pleyben                             |
| Chapelle Saint-Barnabé du Briou                                             | Le Cloître-Saint-Thégonnec  |         | 48° 27′ 05″ nord, 3° 47′ 47″ ouest |                |                                           |      | Image manquante Téléverser                                                  |
| Chapelle Saint-Michel de Lochrist                                           | Le Conquet                  |         | 48° 20′ 45″ nord, 4° 45′ 43″ ouest |                |                                           |      | Chapelle Saint-Michel de Lochrist                                           |
| Chapelle Notre-Dame-du-Bon-Secours du Conquet                               | Le Conquet                  |         | 48° 21′ 36″ nord, 4° 46′ 37″ ouest |                |                                           |      | Chapelle Notre-Dame-du-Bon-Secours du Conquet                               |
| Chapelle Saint-Matthieu de Loc-Mazé                                         | Le Drennec                  |         | 48° 30′ 57″ nord, 4° 23′ 00″ ouest |                |                                           |      | Chapelle Saint-Matthieu de Loc-Mazé                                         |
| Chapelle Saint-Ursin de Landouzen                                           | Le Drennec                  |         | 48° 32′ 28″ nord, 4° 23′ 39″ ouest |                |                                           |      | Chapelle Saint-Ursin de Landouzen                                           |
| Chapelle du Couronnement de Rumengol                                        | Le Faou                     |         | 48° 18′ 08″ nord, 4° 09′ 00″ ouest |                |                                           |      | Chapelle du Couronnement de Rumengol                                        |
| Chapelle Saint-Vellé de Guicquelleau                                        | Le Folgoët                  |         | 48° 35′ 02″ nord, 4° 22′ 11″ ouest | « PA00089952 » | Inscrit MH                                | 1975 | Chapelle Saint-Vellé de Guicquelleau                                        |
| Chapelle du Folgoët                                                         | Le Folgoët                  |         | 48° 33′ 38″ nord, 4° 20′ 08″ ouest |                |                                           |      | Image manquante Téléverser                                                  |
| Chapelle Notre-Dame-des-Pardons du Folgoët                                  | Le Folgoët                  |         | 48° 33′ 40″ nord, 4° 20′ 18″ ouest |                |                                           |      | Chapelle Notre-Dame-des-Pardons du Folgoët                                  |
| Chapelle du Carmel de Rubian                                                | Le Relecq-Kerhuon           |         | 48° 23′ 34″ nord, 4° 23′ 59″ ouest |                |                                           |      | Image manquante Téléverser                                                  |
| Chapelle Sainte-Barbe de Sainte-Barbe (Finistère)                           | Le Relecq-Kerhuon           |         | 48° 23′ 52″ nord, 4° 24′ 59″ ouest |                |                                           |      | Chapelle Sainte-Barbe de Sainte-Barbe (Finistère)                           |
| Chapelle Saint-Pierre de Lossulien                                          | Le Relecq-Kerhuon           |         | 48° 24′ 01″ nord, 4° 24′ 06″ ouest |                |                                           |      | Chapelle Saint-Pierre de Lossulien                                          |
| Chapelle Notre-Dame-de-Pitié de Kerduté                                     | Le Trévoux                  |         | 47° 53′ 16″ nord, 3° 40′ 45″ ouest |                |                                           |      | Chapelle Notre-Dame-de-Pitié de Kerduté                                     |
| Chapelle Saint-Maudet de Lennon                                             | Lennon                      |         | 48° 11′ 43″ nord, 3° 55′ 14″ ouest | « PA00090067 » | Inscrit MH                                | 1952 | Chapelle Saint-Maudet de Lennon                                             |
| Chapelle Saint-Nicolas de Lennon                                            | Lennon                      |         | 48° 11′ 30″ nord, 3° 55′ 25″ ouest |                |                                           |      | Chapelle Saint-Nicolas de Lennon                                            |
| Chapelle Notre-Dame-Auxiliatrice de Lesneven                                | Lesneven                    |         | 48° 34′ 15″ nord, 4° 19′ 31″ ouest |                |                                           |      | Chapelle Notre-Dame-Auxiliatrice de Lesneven                                |
| Chapelle Saint-Égarec de Kervasdoué                                         | Lesneven                    |         | 48° 35′ 04″ nord, 4° 19′ 34″ ouest |                |                                           |      | Image manquante Téléverser                                                  |
| Chapelle Saint-Joseph de Lesneven                                           | Lesneven                    |         | 48° 34′ 20″ nord, 4° 19′ 21″ ouest | « IA29003547 » |                                           |      | Chapelle Saint-Joseph de Lesneven                                           |
| Chapelle Saint-Maudez de Lesneven                                           | Lesneven                    |         | 48° 34′ 19″ nord, 4° 19′ 09″ ouest | « IA29003548 » |                                           |      | Chapelle Saint-Maudez de Lesneven                                           |
| Chapelle Notre-Dame-de-Bonne-Nouvelle de Penvern                            | Leuhan                      |         | 48° 06′ 18″ nord, 3° 45′ 20″ ouest |                |                                           |      | Image manquante Téléverser                                                  |
| Chapelle Notre-Dame de Lourdes de Leuhan                                    | Leuhan                      |         | 48° 05′ 56″ nord, 3° 46′ 11″ ouest |                |                                           |      | Image manquante Téléverser                                                  |
| Chapelle Saint-Diboan de Gouellet                                           | Leuhan                      |         | 48° 05′ 18″ nord, 3° 49′ 05″ ouest | « IA00005132 » |                                           |      | Chapelle Saint-Diboan de Gouellet                                           |
| Chapelle Saint-Sébastien de Locmaria-Plouzané                               | Locmaria-Plouzané           |         | 48° 22′ 23″ nord, 4° 39′ 09″ ouest |                |                                           |      | Image manquante Téléverser                                                  |
| Chapelle du manoir de Kerscao                                               | Locmaria-Plouzané           |         | 48° 23′ 09″ nord, 4° 39′ 05″ ouest |                |                                           |      | Image manquante Téléverser                                                  |
| Chapelle du manoir de l'Île-Blanche                                         | Locquirec                   |         | 48° 40′ 23″ nord, 3° 38′ 30″ ouest |                |                                           |      | Image manquante Téléverser                                                  |
| Chapelle Notre-Dame de Linguez                                              | Locquirec                   |         | 48° 40′ 13″ nord, 3° 38′ 59″ ouest |                |                                           |      | Image manquante Téléverser                                                  |
| Chapelle Saint-Ingar de Lezingar                                            | Locquirec                   |         | 48° 41′ 06″ nord, 3° 41′ 40″ ouest |                |                                           |      | Image manquante Téléverser                                                  |
| Chapelle Notre-Dame-de-Bonne-Nouvelle de Locronan                           | Locronan                    |         | 48° 06′ 01″ nord, 4° 12′ 36″ ouest | « PA00090076 » | Classé MH                                 | 1915 | Chapelle Notre-Dame-de-Bonne-Nouvelle de Locronan                           |
| Chapelle du Souvenir de Locronan                                            | Locronan                    |         | 48° 05′ 57″ nord, 4° 10′ 54″ ouest |                |                                           |      | Chapelle du Souvenir de Locronan                                            |
| Chapelle du Pénity de Locronan                                              | Locronan                    |         | 48° 05′ 53″ nord, 4° 12′ 29″ ouest |                |                                           |      | Chapelle du Pénity de Locronan                                              |
| Chapelle Notre-Dame-de-Croaziou de Loctudy                                  | Loctudy                     |         | 47° 50′ 04″ nord, 4° 11′ 21″ ouest |                |                                           |      | Chapelle Notre-Dame-de-Croaziou de Loctudy                                  |
| Chapelle Saint-Tual de Lodonnec                                             | Loctudy                     |         | 47° 48′ 47″ nord, 4° 10′ 38″ ouest |                |                                           |      | Chapelle Saint-Tual de Lodonnec                                             |
| Chapelle Notre-Dame de Porz-Bihan                                           | Loctudy                     |         | 47° 49′ 55″ nord, 4° 10′ 32″ ouest |                |                                           |      | Chapelle Notre-Dame de Porz-Bihan                                           |
| Chapelle Saint-Quido de Tréguido                                            | Loctudy                     |         | 47° 48′ 10″ nord, 4° 11′ 20″ ouest |                |                                           |      | Chapelle Saint-Quido de Tréguido                                            |
| Chapelle de La Porte-Ouverte de Lodonnec                                    | Loctudy                     |         | 47° 48′ 32″ nord, 4° 10′ 33″ ouest |                |                                           |      | Chapelle de La Porte-Ouverte de Lodonnec                                    |
| Chapelle Notre-Dame-du-Folgoët de Locunolé                                  | Locunolé                    |         | 47° 56′ 11″ nord, 3° 28′ 41″ ouest | « IA29001988 » |                                           |      | Chapelle Notre-Dame-du-Folgoët de Locunolé                                  |
| Chapelle Sainte-Gertrude de Sainte-Gertrude                                 | Locunolé                    |         | 47° 55′ 28″ nord, 3° 30′ 56″ ouest | « IA29002001 » |                                           |      | Chapelle Sainte-Gertrude de Sainte-Gertrude                                 |
| Chapelle Sainte-Marguerite de Logonna-Daoulas                               | Logonna-Daoulas             |         | 48° 19′ 39″ nord, 4° 15′ 53″ ouest |                |                                           |      | Chapelle Sainte-Marguerite de Logonna-Daoulas                               |
| Chapelle Saint-Jean-Baptiste de Logonna-Daoulas                             | Logonna-Daoulas             |         | 48° 20′ 07″ nord, 4° 18′ 26″ ouest |                |                                           |      | Chapelle Saint-Jean-Baptiste de Logonna-Daoulas                             |
| Chapelle Saint-Guénael de Botquenal                                         | Loperhet                    |         | 48° 24′ 28″ nord, 4° 18′ 29″ ouest |                |                                           |      | Chapelle Saint-Guénael de Botquenal                                         |
| Chapelle de la Croix de Loqueffret                                          | Loqueffret                  |         | 48° 18′ 50″ nord, 3° 54′ 35″ ouest | « PA00090105 » | Inscrit MH                                | 1926 | Chapelle de la Croix de Loqueffret                                          |
| Chapelle Saint-Pierre de Mahalon                                            | Mahalon                     |         | 48° 01′ 59″ nord, 4° 26′ 08″ ouest | « IA00006233 » |                                           |      | Chapelle Saint-Pierre de Mahalon                                            |
| Chapelle Saint-Fiacre de Lanfiacre                                          | Mahalon                     |         | 48° 02′ 40″ nord, 4° 22′ 41″ ouest | « IA00006234 » |                                           |      | Image manquante Téléverser                                                  |
| Chapelle Notre-Dame de Coat-an-Poudou                                       | Melgven                     |         | 47° 55′ 33″ nord, 3° 50′ 51″ ouest | « PA00090112 » | Classé MH                                 | 1949 | Chapelle Notre-Dame de Coat-an-Poudou                                       |
| Chapelle Saint-Antoine de Melgven                                           | Melgven                     |         | 47° 53′ 47″ nord, 3° 50′ 34″ ouest |                |                                           |      | Chapelle Saint-Antoine de Melgven                                           |
| Chapelle de la Trinité de Melgven                                           | Melgven                     |         | 47° 55′ 08″ nord, 3° 49′ 02″ ouest | « PA00090113 » | Classé MH                                 | 1914 | Chapelle de la Trinité de Melgven                                           |
| Chapelle Notre-Dame-de-Bonne-Nouvelle de Melgven                            | Melgven                     |         | 47° 56′ 27″ nord, 3° 49′ 15″ ouest |                |                                           |      | Chapelle Notre-Dame-de-Bonne-Nouvelle de Melgven                            |
| Chapelle Saint-Grégoire de Cadol                                            | Melgven                     |         | 47° 56′ 25″ nord, 3° 51′ 27″ ouest |                |                                           |      | Chapelle Saint-Grégoire de Cadol                                            |
| Chapelle de la Madeleine de Mellac                                          | Mellac                      |         | 47° 52′ 10″ nord, 3° 35′ 50″ ouest |                |                                           |      | Image manquante Téléverser                                                  |
| Chapelle Sainte-Catherine de Mespaul                                        | Mespaul                     |         | 48° 37′ 10″ nord, 4° 03′ 28″ ouest | « IA00064805 » |                                           |      | Chapelle Sainte-Catherine de Mespaul                                        |
| Chapelle Sainte-Anne de Milizac                                             | Milizac-Guipronvel          |         | 48° 28′ 00″ nord, 4° 33′ 59″ ouest |                |                                           |      | Chapelle Sainte-Anne de Milizac                                             |
| Chapelle Notre-Dame-de-la-Fontaine de Morlaix                               | Morlaix                     |         | 48° 34′ 46″ nord, 3° 49′ 27″ ouest | « PA00090125 » | Classé MH                                 | 1909 | Chapelle Notre-Dame-de-la-Fontaine de Morlaix                               |
| Chapelle Sainte-Geneviève de Morlaix                                        | Morlaix                     |         | 48° 35′ 38″ nord, 3° 48′ 23″ ouest | « PA00090126 » | Classé MH                                 | 1947 | Chapelle Sainte-Geneviève de Morlaix                                        |
| Chapelle des Carmélites de Morlaix                                          | Morlaix                     |         | 48° 34′ 45″ nord, 3° 49′ 27″ ouest |                |                                           |      | Image manquante Téléverser                                                  |
| Chapelle Notre-Dame-des-Anges de Morlaix                                    | Morlaix                     |         | 48° 34′ 40″ nord, 3° 49′ 50″ ouest |                |                                           |      | Image manquante Téléverser                                                  |
| Chapelle ossuaire Saint-Roch de Ploujean                                    | Morlaix                     |         | 48° 36′ 20″ nord, 3° 50′ 01″ ouest |                |                                           |      | Chapelle ossuaire Saint-Roch de Ploujean                                    |
| Chapelle Saint-Charles de Morlaix                                           | Morlaix                     |         | 48° 34′ 51″ nord, 3° 49′ 27″ ouest |                |                                           |      | Image manquante Téléverser                                                  |
| Chapelle Sainte-Thérèse de Coat Serho                                       | Morlaix                     |         | 48° 35′ 10″ nord, 3° 49′ 53″ ouest |                |                                           |      | Image manquante Téléverser                                                  |
| Chapelle du château de Keranroux                                            | Morlaix                     |         | 48° 35′ 51″ nord, 3° 50′ 26″ ouest |                |                                           |      | Chapelle du château de Keranroux                                            |
| Chapelle Sainte-Brigitte de Kergorlay                                       | Motreff                     |         | 48° 12′ 22″ nord, 3° 32′ 24″ ouest | « IA00005004 » |                                           |      | Chapelle Sainte-Brigitte de Kergorlay                                       |
| Chapelle Saint-Philibert et Saint-Roch de Moëlan-sur-Mer                    | Moëlan-sur-Mer              |         | 47° 48′ 45″ nord, 3° 37′ 37″ ouest | « PA00090123 » | Classé MH                                 | 1943 | Chapelle Saint-Philibert et Saint-Roch de Moëlan-sur-Mer                    |
| Chapelle Notre-Dame de Lanriot                                              | Moëlan-sur-Mer              |         | 47° 48′ 32″ nord, 3° 42′ 07″ ouest |                |                                           |      | Chapelle Notre-Dame de Lanriot                                              |
| Chapelle Saint-Guénal de Kerhermen                                          | Moëlan-sur-Mer              |         | 47° 48′ 10″ nord, 3° 42′ 44″ ouest |                |                                           |      | Image manquante Téléverser                                                  |
| Chapelle Saint-Cado de Moëlan-sur-Mer                                       | Moëlan-sur-Mer              |         | 47° 47′ 26″ nord, 3° 37′ 19″ ouest |                |                                           |      | Chapelle Saint-Cado de Moëlan-sur-Mer                                       |
| Chapelle Saint-Pierre de Kerglouanou                                        | Moëlan-sur-Mer              |         | 47° 47′ 23″ nord, 3° 41′ 28″ ouest | « IA29003461 » |                                           |      | Chapelle Saint-Pierre de Kerglouanou                                        |
| Chapelle Sainte-Barbe de Névez                                              | Névez                       |         | 47° 49′ 13″ nord, 3° 47′ 32″ ouest | « PA00090139 » | Inscrit MH                                | 1972 | Chapelle Sainte-Barbe de Névez                                              |
| Chapelle Saint-Mathieu de Kerc'hras                                         | Névez                       |         | 47° 49′ 37″ nord, 3° 46′ 42″ ouest | « PA00090140 » | Inscrit MH                                | 1972 | Chapelle Saint-Mathieu de Kerc'hras                                         |
| Chapelle Saint-Nicolas de Port-Manec'h                                      | Névez                       |         | 47° 48′ 19″ nord, 3° 44′ 34″ ouest | « PA00090141 » | Inscrit MH                                | 1975 | Chapelle Saint-Nicolas de Port-Manec'h                                      |
| Chapelle Notre-Dame-de-la-Clarté de Trémorvézen                             | Névez                       |         | 47° 47′ 53″ nord, 3° 46′ 55″ ouest |                |                                           |      | Chapelle Notre-Dame-de-la-Clarté de Trémorvézen                             |
| Chapelle Notre-Dame-de-Bon-Voyage d'Ouessant                                | Ouessant                    |         | 48° 27′ 16″ nord, 5° 07′ 38″ ouest |                |                                           |      | Chapelle Notre-Dame-de-Bon-Voyage d'Ouessant                                |
| Chapelle de la Madeleine de Penmarc'h                                       | Penmarch                    |         | 47° 49′ 19″ nord, 4° 19′ 14″ ouest | « PA00090148 » | Classé MH                                 | 1956 | Chapelle de la Madeleine de Penmarc'h                                       |
| Chapelle Notre-Dame-de-la-Joie de Penmarc'h                                 | Penmarch                    |         | 47° 48′ 22″ nord, 4° 22′ 22″ ouest | « PA00090149 » | Classé MH                                 | 1916 | Chapelle Notre-Dame-de-la-Joie de Penmarc'h                                 |
| Chapelle Saint-Pierre de Penmarch                                           | Penmarch                    |         | 47° 47′ 51″ nord, 4° 22′ 28″ ouest |                |                                           |      | Chapelle Saint-Pierre de Penmarch                                           |
| Chapelle Saint-Marc de Penmarch                                             | Penmarch                    |         | 47° 48′ 48″ nord, 4° 18′ 52″ ouest |                |                                           |      | Chapelle Saint-Marc de Penmarch                                             |
| Chapelle Saint-Joseph de Peumerit                                           | Peumerit                    |         | 47° 56′ 50″ nord, 4° 16′ 41″ ouest | « PA00090160 » | Inscrit MH                                | 1984 | Chapelle Saint-Joseph de Peumerit                                           |
| Chapelle de Loc-Maria-Lann                                                  | Plabennec                   |         | 48° 31′ 44″ nord, 4° 24′ 18″ ouest |                |                                           |      | Chapelle de Loc-Maria-Lann                                                  |
| Chapelle Sainte-Anne de Lanorven                                            | Plabennec                   |         | 48° 29′ 28″ nord, 4° 25′ 19″ ouest |                |                                           |      | Chapelle Sainte-Anne de Lanorven                                            |
| Chapelle Notre-Dame de Leskelen                                             | Plabennec                   |         | 48° 29′ 02″ nord, 4° 23′ 13″ ouest |                |                                           |      | Chapelle Notre-Dame de Leskelen                                             |
| Chapelle Saint-Thomas-Becket de Pleuven                                     | Pleuven                     |         | 47° 53′ 40″ nord, 4° 02′ 20″ ouest |                |                                           |      | Chapelle Saint-Thomas-Becket de Pleuven                                     |
| Chapelle Saint-Tudy de Pleuven                                              | Pleuven                     |         | 47° 55′ 33″ nord, 4° 03′ 16″ ouest |                |                                           |      | Chapelle Saint-Tudy de Pleuven                                              |
| Chapelle Notre-Dame de Lannélec                                             | Pleyben                     |         | 48° 14′ 40″ nord, 3° 57′ 13″ ouest |                |                                           |      | Chapelle Notre-Dame de Lannélec                                             |
| Chapelle de la Congrégation de Pleyben                                      | Pleyben                     |         | 48° 13′ 33″ nord, 3° 58′ 09″ ouest |                |                                           |      | Chapelle de la Congrégation de Pleyben                                      |
| Chapelle de la Madeleine de la Madeleine                                    | Pleyben                     |         | 48° 17′ 07″ nord, 3° 55′ 52″ ouest |                |                                           |      | Chapelle de la Madeleine de la Madeleine                                    |
| Chapelle de la Trinité de Lanridec                                          | Pleyben                     |         | 48° 16′ 02″ nord, 3° 59′ 20″ ouest |                |                                           |      | Chapelle de la Trinité de Lanridec                                          |
| Chapelle Notre-Dame-de-Bonne-Nouvelle de Garz Varia                         | Pleyben                     |         | 48° 12′ 09″ nord, 3° 57′ 12″ ouest |                |                                           |      | Image manquante Téléverser                                                  |
| Chapelle Notre-Dame-de-Bon-Secours de Guénily                               | Pleyben                     |         | 48° 13′ 05″ nord, 4° 01′ 41″ ouest |                |                                           |      | Chapelle Notre-Dame-de-Bon-Secours de Guénily                               |
| Chapelle Saint-Laurent de Rozalguen                                         | Pleyben                     |         | 48° 13′ 48″ nord, 3° 59′ 18″ ouest |                |                                           |      | Image manquante Téléverser                                                  |
| Chapelle du Christ de Pleyber-Christ                                        | Pleyber-Christ              |         | 48° 29′ 52″ nord, 3° 52′ 57″ ouest |                |                                           |      | Image manquante Téléverser                                                  |
| Chapelle ossuaire de Pleyber-Christ                                         | Pleyber-Christ              |         | 48° 30′ 18″ nord, 3° 52′ 27″ ouest |                |                                           |      | Chapelle ossuaire de Pleyber-Christ                                         |
| Chapelle Saint-Brieuc de Plonivel                                           | Plobannalec-Lesconil        |         | 47° 48′ 54″ nord, 4° 12′ 45″ ouest |                |                                           |      | Chapelle Saint-Brieuc de Plonivel                                           |
| Chapelle Saint-Mélair                                                       | Plobannalec-Lesconil        |         | 47° 49′ 11″ nord, 4° 12′ 09″ ouest |                |                                           |      | Image manquante Téléverser                                                  |
| Chapelle Saint-Germain de Plogastel-Saint-Germain                           | Plogastel-Saint-Germain     |         | 47° 58′ 03″ nord, 4° 14′ 54″ ouest | « PA00090177 » | Classé MH                                 | 1914 | Chapelle Saint-Germain de Plogastel-Saint-Germain                           |
| Chapelle Saint-Honoré de Saint-Honoré                                       | Plogastel-Saint-Germain     |         | 47° 56′ 40″ nord, 4° 13′ 59″ ouest | « IA00005599 » |                                           |      | Chapelle Saint-Honoré de Saint-Honoré                                       |
| Chapelle Notre-Dame-du-Bon-Voyage de Kergroas                               | Plogoff                     |         | 48° 01′ 46″ nord, 4° 38′ 59″ ouest | « IA00006279 » |                                           |      | Chapelle Notre-Dame-du-Bon-Voyage de Kergroas                               |
| Chapelle Saint-André de Landrer                                             | Plogoff                     |         | 48° 02′ 00″ nord, 4° 38′ 31″ ouest | « IA00006281 » |                                           |      | Chapelle Saint-André de Landrer                                             |
| Chapelle Saint-Michel de Lescoff                                            | Plogoff                     |         | 48° 02′ 16″ nord, 4° 42′ 21″ ouest | « IA00006278 » |                                           |      | Chapelle Saint-Michel de Lescoff                                            |
| Chapelle Saint-Yves de Saint-Yves (Finistère)                               | Plogoff                     |         | 48° 02′ 14″ nord, 4° 40′ 37″ ouest | « IA00006282 » |                                           |      | Chapelle Saint-Yves de Saint-Yves (Finistère)                               |
| Chapelle Saint-Théleau de Plogonnec                                         | Plogonnec                   |         | 48° 05′ 35″ nord, 4° 10′ 27″ ouest | « PA00090180 » | Classé MH                                 | 1914 | Chapelle Saint-Théleau de Plogonnec                                         |
| Chapelle Saint-Pierre de Plogonnec                                          | Plogonnec                   |         | 48° 04′ 45″ nord, 4° 13′ 28″ ouest | « PA00090179 » | Classé MH                                 | 1963 | Chapelle Saint-Pierre de Plogonnec                                          |
| Chapelle Saint-Thégonnec de Plogonnec                                       | Plogonnec                   |         | 48° 03′ 51″ nord, 4° 11′ 43″ ouest | « IA00005908 » |                                           |      | Chapelle Saint-Thégonnec de Plogonnec                                       |
| Chapelle Saint-Albin de Plogonnec                                           | Plogonnec                   |         | 48° 04′ 41″ nord, 4° 07′ 21″ ouest | « IA00005905 » |                                           |      | Chapelle Saint-Albin de Plogonnec                                           |
| Chapelle Notre-Dame-de-Lorette de Plogonnec                                 | Plogonnec                   |         | 48° 02′ 22″ nord, 4° 08′ 39″ ouest | « IA29003401 » |                                           |      | Chapelle Notre-Dame-de-Lorette de Plogonnec                                 |
| Chapelle Saint-Denis de Seznec                                              | Plogonnec                   |         | 48° 03′ 13″ nord, 4° 07′ 49″ ouest | « IA00005909 » |                                           |      | Chapelle Saint-Denis de Seznec                                              |
| Chapelle Saint-Philibert de Kerneven                                        | Plomelin                    |         | 47° 56′ 29″ nord, 4° 08′ 46″ ouest |                |                                           |      | Chapelle Saint-Philibert de Kerneven                                        |
| Chapelle Saint-Roch de Plomelin                                             | Plomelin                    |         | 47° 54′ 41″ nord, 4° 10′ 02″ ouest |                |                                           |      | Chapelle Saint-Roch de Plomelin                                             |
| Chapelle Notre-Dame de Tréminou                                             | Plomeur                     |         | 47° 51′ 46″ nord, 4° 15′ 17″ ouest | « PA00090187 » | Inscrit MH                                | 1926 | Chapelle Notre-Dame de Tréminou                                             |
| Chapelle Saint-Budoc de Beuzec                                              | Plomeur                     |         | 47° 50′ 58″ nord, 4° 18′ 35″ ouest |                |                                           |      | Chapelle Saint-Budoc de Beuzec                                              |
| Chapelle Saint-Côme-et-Saint-Damien de Langougou                            | Plomeur                     |         | 47° 50′ 16″ nord, 4° 15′ 44″ ouest |                |                                           |      | Chapelle Saint-Côme-et-Saint-Damien de Langougou                            |
| Chapelle Sainte-Marie-du-Ménez-Hom                                          | Plomodiern                  |         | 48° 12′ 10″ nord, 4° 14′ 05″ ouest | « PA00090196 » | Classé MH                                 | 1916 | Chapelle Sainte-Marie-du-Ménez-Hom                                          |
| Chapelle Saint-Sulliau de Plomodiern                                        | Plomodiern                  |         | 48° 11′ 17″ nord, 4° 15′ 13″ ouest | « IA00005286 » |                                           |      | Chapelle Saint-Sulliau de Plomodiern                                        |
| Chapelle Saint-Sébastien de Plomodiern                                      | Plomodiern                  |         | 48° 09′ 59″ nord, 4° 16′ 41″ ouest | « IA00005283 » |                                           |      | Image manquante Téléverser                                                  |
| Chapelle Saint-Corentin de Plomodiern                                       | Plomodiern                  |         | 48° 11′ 25″ nord, 4° 12′ 38″ ouest | « IA29003424 » |                                           |      | Chapelle Saint-Corentin de Plomodiern                                       |
| Chapelle Notre-Dame de la Boissière                                         | Plonéis                     |         | 48° 00′ 52″ nord, 4° 14′ 55″ ouest |                |                                           |      | Image manquante Téléverser                                                  |
| Chapelle Sainte-Anne de Prat-ar-Raz                                         | Plonéis                     |         | 48° 00′ 14″ nord, 4° 10′ 01″ ouest | « IA00005617 » |                                           |      | Chapelle Sainte-Anne de Prat-ar-Raz                                         |
| Chapelle Saint-Philibert de Lanvern                                         | Plonéour-Lanvern            |         | 47° 55′ 14″ nord, 4° 15′ 43″ ouest | « PA00090198 » | Inscrit MH                                | 1926 | Chapelle Saint-Philibert de Lanvern                                         |
| Chapelle Notre-Dame de Languivoa                                            | Plonéour-Lanvern            |         | 47° 54′ 36″ nord, 4° 15′ 43″ ouest | « PA00090199 » | Inscrit MH                                | 1926 | Chapelle Notre-Dame de Languivoa                                            |
| Chapelle Notre-Dame-de-Bonne-Nouvelle de Ty Coat                            | Plonéour-Lanvern            |         | 47° 52′ 48″ nord, 4° 14′ 17″ ouest | « IA00005639 » |                                           |      | Chapelle Notre-Dame-de-Bonne-Nouvelle de Ty Coat                            |
| Chapelle Notre-Dame-de-la-Clarté de Plonévez-Porzay                         | Plonévez-Porzay             |         | 48° 06′ 10″ nord, 4° 15′ 06″ ouest | « IA00005376 » |                                           |      | Chapelle Notre-Dame-de-la-Clarté de Plonévez-Porzay                         |
| Chapelle Sainte-Anne-la-Palud                                               | Plonévez-Porzay             |         | 48° 08′ 09″ nord, 4° 15′ 45″ ouest |                |                                           |      | Chapelle Sainte-Anne-la-Palud                                               |
| Chapelle Saint-Herbot de Saint-Herbot                                       | Plonévez-du-Faou            |         | 48° 19′ 39″ nord, 3° 48′ 33″ ouest | « PA00090202 » | Classé MH                                 | 1902 | Chapelle Saint-Herbot de Saint-Herbot                                       |
| Chapelle Saint-Clair de Plonévez-du-Faou                                    | Plonévez-du-Faou            |         | 48° 17′ 44″ nord, 3° 49′ 39″ ouest | « IA00005156 » |                                           |      | Chapelle Saint-Clair de Plonévez-du-Faou                                    |
| Chapelle Saint-Eutrope du Quilliou                                          | Plonévez-du-Faou            |         | 48° 13′ 18″ nord, 3° 48′ 07″ ouest | « IA00005157 » |                                           |      | Chapelle Saint-Eutrope du Quilliou                                          |
| Chapelle ossuaire Saint-Yves de Plouarzel                                   | Plouarzel                   |         | 48° 26′ 02″ nord, 4° 43′ 51″ ouest | « PA00090205 » | Inscrit MH                                | 1928 | Chapelle ossuaire Saint-Yves de Plouarzel                                   |
| Chapelle Notre-Dame-de-la-Clarté de Kerléac'h Braz                          | Plouarzel                   |         | 48° 26′ 53″ nord, 4° 44′ 05″ ouest |                |                                           |      | Image manquante Téléverser                                                  |
| Chapelle Saint-Eloi de Plouarzel                                            | Plouarzel                   |         | 48° 27′ 23″ nord, 4° 42′ 28″ ouest |                |                                           |      | Chapelle Saint-Eloi de Plouarzel                                            |
| Chapelle de Lanhalla                                                        | Plouarzel                   |         | 48° 27′ 34″ nord, 4° 43′ 51″ ouest |                |                                           |      | Chapelle de Lanhalla                                                        |
| Chapelle Sainte-Anne de Ploudalmézeau                                       | Ploudalmézeau               |         | 48° 32′ 17″ nord, 4° 39′ 29″ ouest |                |                                           |      | Image manquante Téléverser                                                  |
| Chapelle Saint-Éloi de Kerlanou                                             | Ploudalmézeau               |         | 48° 33′ 23″ nord, 4° 39′ 58″ ouest |                |                                           |      | Chapelle Saint-Éloi de Kerlanou                                             |
| Chapelle Saint-Roch de Ploudalmézeau                                        | Ploudalmézeau               |         | 48° 31′ 57″ nord, 4° 39′ 26″ ouest |                |                                           |      | Chapelle Saint-Roch de Ploudalmézeau                                        |
| Chapelle Saint-Éloi de Ploudaniel                                           | Ploudaniel                  |         | 48° 28′ 47″ nord, 4° 17′ 19″ ouest | « PA00090209 » | Inscrit MH                                | 1932 | Chapelle Saint-Éloi de Ploudaniel                                           |
| Chapelle Sainte-Pétronille de Lannoazoc                                     | Ploudaniel                  |         | 48° 31′ 11″ nord, 4° 20′ 12″ ouest |                |                                           |      | Chapelle Sainte-Pétronille de Lannoazoc                                     |
| Chapelle Saint-Antoine de Ploudiry                                          | Ploudiry                    |         | 48° 26′ 29″ nord, 4° 05′ 58″ ouest |                |                                           |      | Chapelle Saint-Antoine de Ploudiry                                          |
| Chapelle Notre-Dame de Kerzéan                                              | Plouescat                   |         | 48° 38′ 46″ nord, 4° 09′ 13″ ouest | « IA00006407 » |                                           |      | Chapelle Notre-Dame de Kerzéan                                              |
| Chapelle Notre-Dame-du-Mont-Calvaire de Plouescat                           | Plouescat                   |         | 48° 39′ 19″ nord, 4° 10′ 35″ ouest |                |                                           |      | Chapelle Notre-Dame-du-Mont-Calvaire de Plouescat                           |
| Chapelle Saint-Antoine de Plouezoc'h                                        | Plouezoc'h                  |         | 48° 38′ 11″ nord, 3° 48′ 37″ ouest | « PA00090225 » | Inscrit MH                                | 1933 | Chapelle Saint-Antoine de Plouezoc'h                                        |
| Chapelle Saint-Gonven de Plouezoc'h                                         | Plouezoc'h                  |         | 48° 39′ 34″ nord, 3° 51′ 08″ ouest |                |                                           |      | Image manquante Téléverser                                                  |
| Chapelle Saint-Mouster de Plouezoc'h                                        | Plouezoc'h                  |         | 48° 37′ 51″ nord, 3° 47′ 08″ ouest |                |                                           |      | Image manquante Téléverser                                                  |
| Chapelle Saint-Mélar du Granec                                              | Plouezoc'h                  |         | 48° 37′ 51″ nord, 3° 47′ 08″ ouest |                |                                           |      | Image manquante Téléverser                                                  |
| Chapelle ossuaire de Plougar                                                | Plougar                     |         | 48° 33′ 43″ nord, 4° 08′ 31″ ouest |                |                                           |      | Chapelle ossuaire de Plougar                                                |
| Chapelle du Sacre de Plougasnou                                             | Plougasnou                  |         | 48° 41′ 52″ nord, 3° 47′ 23″ ouest | « PA00090231 » | Classé MH                                 | 1914 | Chapelle du Sacre de Plougasnou                                             |
| Chapelle Saint-Sébastien de Kermouster                                      | Plougasnou                  |         | 48° 39′ 03″ nord, 3° 47′ 45″ ouest |                |                                           |      | Image manquante Téléverser                                                  |
| Chapelle Notre-Dame-de-Lourdes de Primel                                    | Plougasnou                  |         | 48° 42′ 38″ nord, 3° 48′ 42″ ouest |                |                                           |      | Chapelle Notre-Dame-de-Lourdes de Primel                                    |
| Chapelle Saint-Étienne du Diben                                             | Plougasnou                  |         | 48° 42′ 20″ nord, 3° 49′ 57″ ouest |                |                                           |      | Image manquante Téléverser                                                  |
| Chapelle Saint-Joseph de Mescouez                                           | Plougasnou                  |         | 48° 39′ 39″ nord, 3° 48′ 47″ ouest |                |                                           |      | Image manquante Téléverser                                                  |
| Chapelle Saint-Nicolas de Saint-Nicolas (Finistère)                         | Plougasnou                  |         | 48° 41′ 39″ nord, 3° 48′ 45″ ouest |                |                                           |      | Image manquante Téléverser                                                  |
| Chapelle Saint-Samson de Ti Gwenn                                           | Plougasnou                  |         | 48° 41′ 16″ nord, 3° 50′ 47″ ouest |                |                                           |      | Chapelle Saint-Samson de Ti Gwenn                                           |
| Chapelle Saint-Yves de Ker Maria                                            | Plougasnou                  |         | 48° 42′ 01″ nord, 3° 47′ 21″ ouest |                |                                           |      | Chapelle Saint-Yves de Ker Maria                                            |
| Chapelle Notre-Dame-de-la-Fontaine-Blanche de Plougastel-Daoulas            | Plougastel-Daoulas          |         | 48° 22′ 21″ nord, 4° 21′ 06″ ouest |                |                                           |      | Chapelle Notre-Dame-de-la-Fontaine-Blanche de Plougastel-Daoulas            |
| Chapelle Saint-Guénolé de Plougastel-Daoulas                                | Plougastel-Daoulas          |         | 48° 20′ 22″ nord, 4° 23′ 30″ ouest | « PA00090239 » | Inscrit MH                                | 1932 | Chapelle Saint-Guénolé de Plougastel-Daoulas                                |
| Chapelle Saint-Jean de Plougastel-Daoulas                                   | Plougastel-Daoulas          |         | 48° 24′ 08″ nord, 4° 21′ 07″ ouest | « PA00090240 » | Inscrit MH                                | 1932 | Chapelle Saint-Jean de Plougastel-Daoulas                                   |
| Chapelle Saint-Adrien de Plougastel-Daoulas                                 | Plougastel-Daoulas          |         | 48° 20′ 35″ nord, 4° 24′ 01″ ouest |                |                                           |      | Chapelle Saint-Adrien de Plougastel-Daoulas                                 |
| Chapelle Saint-Claude de Plougastel-Daoulas                                 | Plougastel-Daoulas          |         | 48° 21′ 41″ nord, 4° 19′ 46″ ouest |                |                                           |      | Chapelle Saint-Claude de Plougastel-Daoulas                                 |
| Chapelle Sainte-Christine de Plougastel-Daoulas                             | Plougastel-Daoulas          |         | 48° 21′ 23″ nord, 4° 24′ 47″ ouest |                |                                           |      | Chapelle Sainte-Christine de Plougastel-Daoulas                             |
| Chapelle Saint-Langui dite aussi chapelle du Passage de Plougastel-Daoulas  | Plougastel-Daoulas          |         | 48° 23′ 28″ nord, 4° 22′ 53″ ouest |                |                                           |      | Chapelle Saint-Langui dite aussi chapelle du Passage de Plougastel-Daoulas  |
| Chapelle Saint-Trémeur de Plougastel-Daoulas                                | Plougastel-Daoulas          |         | 48° 20′ 56″ nord, 4° 22′ 07″ ouest |                |                                           |      | Chapelle Saint-Trémeur de Plougastel-Daoulas                                |
| Chapelle Notre-Dame-des-Grâces de Plougonvelin                              | Plougonvelin                |         | 48° 19′ 48″ nord, 4° 46′ 13″ ouest |                |                                           |      | Chapelle Notre-Dame-des-Grâces de Plougonvelin                              |
| Chapelle Saint-Jean de Plougonvelin                                         | Plougonvelin                |         | 48° 19′ 48″ nord, 4° 46′ 13″ ouest |                |                                           |      | Chapelle Saint-Jean de Plougonvelin                                         |
| Chapelle du Christ de Plougonven                                            | Plougonven                  |         | 48° 31′ 17″ nord, 3° 42′ 43″ ouest |                |                                           |      | Chapelle du Christ de Plougonven                                            |
| Chapelle ossuaire de Plougonven                                             | Plougonven                  |         | 48° 31′ 18″ nord, 3° 42′ 45″ ouest |                |                                           |      | Chapelle ossuaire de Plougonven                                             |
| Chapelle Saint-Germain de Kervézec                                          | Plougonven                  |         | 48° 28′ 11″ nord, 3° 42′ 25″ ouest |                |                                           |      | Chapelle Saint-Germain de Kervézec                                          |
| Chapelle de Prat-Coulm                                                      | Plougoulm                   |         | 48° 40′ 07″ nord, 4° 02′ 40″ ouest | « IA00064866 » |                                           |      | Chapelle de Prat-Coulm                                                      |
| Chapelle Notre-Dame du Grouanec                                             | Plouguerneau                |         | 48° 35′ 29″ nord, 4° 27′ 45″ ouest | « PA00090248 » | Inscrit MH                                | 1926 | Chapelle Notre-Dame du Grouanec                                             |
| Chapelle Notre-Dame-de-Délivrance de Plouguerneau                           | Plouguerneau                |         | 48° 36′ 17″ nord, 4° 30′ 29″ ouest |                |                                           |      | Image manquante Téléverser                                                  |
| Chapelle Notre-Dame-du-Traon dite Notre-Dame-du-Val de Plouguerneau         | Plouguerneau                |         | 48° 35′ 45″ nord, 4° 30′ 40″ ouest |                |                                           |      | Chapelle Notre-Dame-du-Traon dite Notre-Dame-du-Val de Plouguerneau         |
| Chapelle Saint-Claude de Keroudern                                          | Plouguerneau                |         | 48° 36′ 42″ nord, 4° 28′ 09″ ouest |                |                                           |      | Chapelle Saint-Claude de Keroudern                                          |
| Chapelle Sainte-Anne d'Enez-Cadec                                           | Plouguerneau                |         | 48° 36′ 14″ nord, 4° 28′ 22″ ouest |                |                                           |      | Image manquante Téléverser                                                  |
| Chapelle Saint-Joseph de Lesmel                                             | Plouguerneau                |         | 48° 36′ 04″ nord, 4° 31′ 52″ ouest |                |                                           |      | Image manquante Téléverser                                                  |
| Chapelle Saint-Joseph de l'hospice de Plouguerneau                          | Plouguerneau                |         | 48° 36′ 27″ nord, 4° 30′ 27″ ouest |                |                                           |      | Image manquante Téléverser                                                  |
| Chapelle Saint-Laurent de Saint-Laurent (Finistère)                         | Plouguerneau                |         | 48° 37′ 00″ nord, 4° 30′ 40″ ouest |                |                                           |      | Image manquante Téléverser                                                  |
| Chapelle Saint-Michel de Saint-Michel (Finistère)                           | Plouguerneau                |         | 48° 37′ 58″ nord, 4° 31′ 04″ ouest |                |                                           |      | Chapelle Saint-Michel de Saint-Michel (Finistère)                           |
| Chapelle Saint-Paul-Aurélien de Prat-Paol                                   | Plouguerneau                |         | 48° 34′ 40″ nord, 4° 29′ 04″ ouest |                |                                           |      | Chapelle Saint-Paul-Aurélien de Prat-Paol                                   |
| Chapelle Saint-Guénolé de Lesven Braz                                       | Plouguin                    |         | 48° 31′ 45″ nord, 4° 35′ 02″ ouest |                |                                           |      | Image manquante Téléverser                                                  |
| Chapelle Saint-Herbot de Plouguin                                           | Plouguin                    |         | 48° 31′ 30″ nord, 4° 35′ 56″ ouest |                |                                           |      | Chapelle Saint-Herbot de Plouguin                                           |
| Chapelle Saint-Majan de Loc-Majan                                           | Plouguin                    |         | 48° 33′ 19″ nord, 4° 34′ 56″ ouest |                |                                           |      | Chapelle Saint-Majan de Loc-Majan                                           |
| Chapelle Saint-They de Flibéré                                              | Plouhinec                   |         | 47° 59′ 37″ nord, 4° 28′ 25″ ouest |                |                                           |      | Chapelle Saint-They de Flibéré                                              |
| Chapelle Saint-Tugdual de Lambabu                                           | Plouhinec                   |         | 48° 00′ 49″ nord, 4° 27′ 46″ ouest | « IA00006319 » |                                           |      | Chapelle Saint-Tugdual de Lambabu                                           |
| Chapelle Notre-Dame-des-Malades de Plouider                                 | Plouider                    |         | 48° 36′ 30″ nord, 4° 17′ 59″ ouest |                |                                           |      | Chapelle Notre-Dame-des-Malades de Plouider                                 |
| Chapelle Saint-Fiacre de Pont du Châtel                                     | Plouider                    |         | 48° 35′ 48″ nord, 4° 16′ 29″ ouest |                |                                           |      | Chapelle Saint-Fiacre de Pont du Châtel                                     |
| Chapelle Notre-Dame de Luzivilly                                            | Plouigneau                  |         | 48° 33′ 58″ nord, 3° 38′ 48″ ouest |                |                                           |      | Image manquante Téléverser                                                  |
| Chapelle Notre-Dame-du-Mur de la chapelle-du-Mur                            | Plouigneau                  |         | 48° 34′ 15″ nord, 3° 46′ 06″ ouest |                |                                           |      | Image manquante Téléverser                                                  |
| Chapelle Saint-Nicomède de Lanleya                                          | Plouigneau                  |         | 48° 36′ 04″ nord, 3° 42′ 46″ ouest |                |                                           |      | Image manquante Téléverser                                                  |
| Chapelle Notre-Dame-d'Espérance de Ploumoguer                               | Ploumoguer                  |         | 48° 24′ 11″ nord, 4° 43′ 20″ ouest |                |                                           |      | Chapelle Notre-Dame-d'Espérance de Ploumoguer                               |
| Chapelle Saint-Méen de Locméven                                             | Ploumoguer                  |         | 48° 23′ 57″ nord, 4° 46′ 22″ ouest |                |                                           |      | Chapelle Saint-Méen de Locméven                                             |
| Chapelle du manoir de Skluz                                                 | Plounéour-Brignogan-plages  |         | 48° 40′ 08″ nord, 4° 19′ 49″ ouest |                |                                           |      | Image manquante Téléverser                                                  |
| Chapelle Pol de Brignogan-Plages                                            | Plounéour-Brignogan-plages  |         | 48° 40′ 30″ nord, 4° 20′ 32″ ouest |                |                                           |      | Chapelle Pol de Brignogan-Plages                                            |
| Chapelle ossuaires Notre-Dame-de-Lourdes et de la Trinité de Plounéour-Trez | Plounéour-Brignogan-plages  |         | 48° 39′ 02″ nord, 4° 19′ 05″ ouest |                |                                           |      | Chapelle ossuaires Notre-Dame-de-Lourdes et de la Trinité de Plounéour-Trez |
| Chapelle Saint-Divy de Dividou                                              | Plounéour-Ménez             |         | 48° 26′ 34″ nord, 3° 54′ 48″ ouest |                |                                           |      | Chapelle Saint-Divy de Dividou                                              |
| Chapelle Saint-Mélar de Locmélar                                            | Plounéventer                |         | 48° 32′ 46″ nord, 4° 13′ 45″ ouest |                |                                           |      | Image manquante Téléverser                                                  |
| Chapelle de Lochrist                                                        | Plounévez-Lochrist          |         | 48° 37′ 49″ nord, 4° 14′ 11″ ouest | « PA00090264 » | Classé MH Clocher                         | 1914 | Chapelle de Lochrist                                                        |
| Chapelle du château de Maillé                                               | Plounévez-Lochrist          |         | 48° 37′ 19″ nord, 4° 10′ 02″ ouest |                |                                           |      | Chapelle du château de Maillé                                               |
| Chapelle Sainte-Catherine de Sainte-Catherine (Finistère)                   | Plounévézel                 |         | 48° 18′ 00″ nord, 3° 33′ 07″ ouest | « IA00005049 » |                                           |      | Chapelle Sainte-Catherine de Sainte-Catherine (Finistère)                   |
| Chapelle Saint-Idunet de Saint-Idunet                                       | Plounévézel                 |         | 48° 20′ 29″ nord, 3° 33′ 55″ ouest | « IA00005050 » |                                           |      | Chapelle Saint-Idunet de Saint-Idunet                                       |
| Chapelle Sainte-Anne de Plourin                                             | Plourin                     |         | 48° 30′ 35″ nord, 4° 41′ 12″ ouest |                |                                           |      | Chapelle Sainte-Anne de Plourin                                             |
| Chapelle Saint-Roch de Plourin                                              | Plourin                     |         | 48° 30′ 23″ nord, 4° 42′ 54″ ouest |                |                                           |      | Chapelle Saint-Roch de Plourin                                              |
| Chapelle ossuaire Saint-Mathurin de Plourin-lès-Morlaix                     | Plourin-lès-Morlaix         |         | 48° 32′ 08″ nord, 3° 47′ 23″ ouest |                |                                           |      | Chapelle ossuaire Saint-Mathurin de Plourin-lès-Morlaix                     |
| Chapelle Saint-Bernard de Penlan                                            | Plourin-lès-Morlaix         |         | 48° 30′ 41″ nord, 3° 49′ 45″ ouest |                |                                           |      | Image manquante Téléverser                                                  |
| Chapelle Sainte-Philomène de Plourin-lès-Morlaix                            | Plourin-lès-Morlaix         |         | 48° 32′ 23″ nord, 3° 47′ 21″ ouest |                |                                           |      | Chapelle Sainte-Philomène de Plourin-lès-Morlaix                            |
| Chapelle Saint-Jaoua de Plouvien                                            | Plouvien                    |         | 48° 31′ 34″ nord, 4° 27′ 30″ ouest | « PA00090270 » | Classé MH                                 | 1939 | Chapelle Saint-Jaoua de Plouvien                                            |
| Chapelle Saint-Jean-Balanant de Plouvien                                    | Plouvien                    |         | 48° 32′ 06″ nord, 4° 25′ 42″ ouest | « PA00090271 » | Classé MH                                 | 1913 | Chapelle Saint-Jean-Balanant de Plouvien                                    |
| Chapelle Notre-Dame de Lambader                                             | Plouvorn                    |         | 48° 34′ 22″ nord, 4° 02′ 41″ ouest | « PA00090272 » | Classé MH                                 | 1840 | Chapelle Notre-Dame de Lambader                                             |
| Chapelle Sainte-Anne de Traon Meur                                          | Plouvorn                    |         | 48° 34′ 43″ nord, 3° 59′ 16″ ouest |                |                                           |      | Chapelle Sainte-Anne de Traon Meur                                          |
| Chapelle Saint-Trémeur de Keruzoret                                         | Plouvorn                    |         | 48° 35′ 32″ nord, 4° 02′ 25″ ouest |                |                                           |      | Chapelle Saint-Trémeur de Keruzoret                                         |
| Chapelle Saint-Mathurin de Plouyé                                           | Plouyé                      |         | 48° 19′ 21″ nord, 3° 43′ 37″ ouest |                |                                           |      | Chapelle Saint-Mathurin de Plouyé                                           |
| Chapelle Saint-Maudez de Quélennec                                          | Plouyé                      |         | 48° 19′ 47″ nord, 3° 44′ 24″ ouest |                |                                           |      | Chapelle Saint-Maudez de Quélennec                                          |
| Chapelle Saint-Salomon de Vern Vihan                                        | Plouyé                      |         | 48° 17′ 59″ nord, 3° 43′ 02″ ouest |                |                                           |      | Chapelle Saint-Salomon de Vern Vihan                                        |
| Chapelle de Bodonou                                                         | Plouzané                    |         | 48° 24′ 27″ nord, 4° 35′ 29″ ouest |                |                                           |      | Chapelle de Bodonou                                                         |
| Chapelle Notre-Dame-de-Berven                                               | Plouzévédé                  |         | 48° 36′ 19″ nord, 4° 06′ 49″ ouest | « PA00090273 » | Classé MH                                 | 1909 | Chapelle Notre-Dame-de-Berven                                               |
| Chapelle Notre-Dame de Lesplouénan                                          | Plouénan                    |         | 48° 38′ 44″ nord, 3° 58′ 54″ ouest |                |                                           |      | Chapelle Notre-Dame de Lesplouénan                                          |
| Chapelle Notre-Dame de Kerellon                                             | Plouénan                    |         | 48° 37′ 34″ nord, 3° 59′ 12″ ouest | « IA00064825 » |                                           |      | Chapelle Notre-Dame de Kerellon                                             |
| Chapelle de Languidou                                                       | Plovan                      |         | 47° 54′ 49″ nord, 4° 21′ 10″ ouest | « PA00090275 » | Classé MH                                 | 1908 | Chapelle de Languidou                                                       |
| Chapelle de la Trinité de Plozévet                                          | Plozévet                    |         | 47° 59′ 38″ nord, 4° 25′ 38″ ouest | « PA00090279 » | Classé MH                                 | 1914 | Chapelle de la Trinité de Plozévet                                          |
| Chapelle Saint-Demet de Saint-Demet                                         | Plozévet                    |         | 47° 57′ 33″ nord, 4° 23′ 54″ ouest | « IA00005685 » |                                           |      | Chapelle Saint-Demet de Saint-Demet                                         |
| Chapelle Saint-Ronan de Trébévan                                            | Plozévet                    |         | 47° 59′ 22″ nord, 4° 22′ 22″ ouest | « IA00005686 » |                                           |      | Image manquante Téléverser                                                  |
| Chapelle Saint-Nicodème de Ploéven                                          | Ploéven                     |         | 48° 09′ 25″ nord, 4° 15′ 17″ ouest | « IA00005295 » |                                           |      | Chapelle Saint-Nicodème de Ploéven                                          |
| Chapelle Sainte-Barbe de Ploéven                                            | Ploéven                     |         | 48° 09′ 13″ nord, 4° 10′ 59″ ouest | « IA00005296 » |                                           |      | Chapelle Sainte-Barbe de Ploéven                                            |
| Chapelle Notre-Dame-des-Grâces de Pluguffan                                 | Pluguffan                   |         | 47° 57′ 45″ nord, 4° 12′ 05″ ouest |                |                                           |      | Image manquante Téléverser                                                  |
| Chapelle Notre-Dame de Trémalo                                              | Pont-Aven                   |         | 47° 51′ 40″ nord, 3° 45′ 02″ ouest | « PA00090288 » | Inscrit MH                                | 1932 | Chapelle Notre-Dame de Trémalo                                              |
| Chapelle Notre-Dame-de-Kergornet                                            | Pont-Aven                   |         | 47° 53′ 17″ nord, 3° 45′ 07″ ouest |                |                                           |      | Chapelle Notre-Dame-de-Kergornet                                            |
| Chapelle Saint-André de Pont-Aven                                           | Pont-Aven                   |         | 47° 51′ 46″ nord, 3° 47′ 33″ ouest |                |                                           |      | Chapelle Saint-André de Pont-Aven                                           |
| Chapelle Saint-Sylvestre de Kergazuel                                       | Pont-Aven                   |         | 47° 52′ 33″ nord, 3° 46′ 05″ ouest |                |                                           |      | Chapelle Saint-Sylvestre de Kergazuel                                       |
| Chapelle Saint-Vincent de Pont-Croix                                        | Pont-Croix                  |         | 48° 02′ 29″ nord, 4° 29′ 18″ ouest |                |                                           |      | Chapelle Saint-Vincent de Pont-Croix                                        |
| Chapelle ossuaire de Pont-de-Buis-lès-Quimerch                              | Pont-de-Buis-lès-Quimerch   |         | 48° 17′ 47″ nord, 4° 04′ 14″ ouest |                |                                           |      | Image manquante Téléverser                                                  |
| Chapelle Saint-Léger de Quimerch                                            | Pont-de-Buis-lès-Quimerch   |         | 48° 17′ 26″ nord, 4° 05′ 06″ ouest | « IA29000039 » |                                           |      | Chapelle Saint-Léger de Quimerch                                            |
| Chapelle de la Madeleine de Pont-l'Abbé                                     | Pont-l'Abbé                 |         | 47° 52′ 01″ nord, 4° 13′ 24″ ouest |                |                                           |      | Chapelle de la Madeleine de Pont-l'Abbé                                     |
| Chapelle du château de Pont-l'Abbé                                          | Pont-l'Abbé                 |         | 47° 52′ 01″ nord, 4° 13′ 18″ ouest |                |                                           |      | Chapelle du château de Pont-l'Abbé                                          |
| Chapelle de l'école Notre-Dame-des-Carmes de Pont-l'Abbé                    | Pont-l'Abbé                 |         | 47° 51′ 54″ nord, 4° 13′ 09″ ouest |                |                                           |      | Chapelle de l'école Notre-Dame-des-Carmes de Pont-l'Abbé                    |
| Chapelle de l'Hôtel-Dieu de Pont-l'Abbé                                     | Pont-l'Abbé                 |         | 47° 51′ 50″ nord, 4° 13′ 16″ ouest |                |                                           |      | Chapelle de l'Hôtel-Dieu de Pont-l'Abbé                                     |
| Chapelle du Sacré-Cœur de Pont-l'Abbé                                       | Pont-l'Abbé                 |         | 47° 51′ 59″ nord, 4° 13′ 12″ ouest |                |                                           |      | Chapelle du Sacré-Cœur de Pont-l'Abbé                                       |
| Chapelle Sainte-Anne de Porspoder                                           | Porspoder                   |         | 48° 30′ 34″ nord, 4° 45′ 58″ ouest |                |                                           |      | Image manquante Téléverser                                                  |
| Chapelle Notre-Dame-des-Flots de Melon                                      | Porspoder                   |         | 48° 29′ 07″ nord, 4° 46′ 15″ ouest |                |                                           |      | Image manquante Téléverser                                                  |
| Chapelle Saint-Léonor de Larret                                             | Porspoder                   |         | 48° 30′ 17″ nord, 4° 44′ 00″ ouest |                |                                           |      | Chapelle Saint-Léonor de Larret                                             |
| Chapelle Saint-Ourzal de Kergoz - Calès                                     | Porspoder                   |         | 48° 29′ 23″ nord, 4° 45′ 30″ ouest |                |                                           |      | Chapelle Saint-Ourzal de Kergoz - Calès                                     |
| Chapelle Saint-Aubin de Lanvaïdic                                           | Port-Launay                 |         | 48° 13′ 12″ nord, 4° 05′ 06″ ouest | « PA29000072 » | Inscrit MH                                | 2011 | Chapelle Saint-Aubin de Lanvaïdic                                           |
| Chapelle Notre-Dame de Penhors                                              | Pouldreuzic                 |         | 47° 56′ 26″ nord, 4° 23′ 58″ ouest | « PA00090311 » | Classé MH                                 | 1963 | Chapelle Notre-Dame de Penhors                                              |
| Chapelle Saint-Guénolé de Pouldreuzic                                       | Pouldreuzic                 |         | à géolocaliser                     | « IA00005701 » |                                           |      | Image manquante Téléverser                                                  |
| Chapelle Notre-Dame de Kérinec                                              | Poullan-sur-Mer             |         | 48° 03′ 47″ nord, 4° 24′ 32″ ouest | « PA00090313 » | Classé MH                                 | 1914 | Chapelle Notre-Dame de Kérinec                                              |
| Chapelle Saint-They de Saint-They                                           | Poullan-sur-Mer             |         | 48° 04′ 06″ nord, 4° 22′ 14″ ouest | « IA00005950 » |                                           |      | Chapelle Saint-They de Saint-They                                           |
| Chapelle Notre-Dame-du-Paradis de Saint-Quijeau                             | Poullaouen                  |         | 48° 21′ 11″ nord, 3° 40′ 17″ ouest | « IA00005036 » |                                           |      | Chapelle Notre-Dame-du-Paradis de Saint-Quijeau                             |
| Chapelle Saint-Ambroise de Saint-Ambroise                                   | Poullaouen                  |         | 48° 22′ 24″ nord, 3° 41′ 54″ ouest |                |                                           |      | Image manquante Téléverser                                                  |
| Chapelle Saint-Sébastien de Kervézennec                                     | Poullaouen                  |         | 48° 18′ 26″ nord, 3° 39′ 04″ ouest |                |                                           |      | Image manquante Téléverser                                                  |
| Chapelle Saint-Tudec de Poullaouen                                          | Poullaouen                  |         | 48° 20′ 06″ nord, 3° 35′ 39″ ouest | « IA00005039 » |                                           |      | Chapelle Saint-Tudec de Poullaouen                                          |
| Chapelle Saint-Victor de Poullaouen                                         | Poullaouen                  |         | 48° 22′ 06″ nord, 3° 38′ 24″ ouest |                |                                           |      | Chapelle Saint-Victor de Poullaouen                                         |
| Chapelle de Saint-Tugen                                                     | Primelin                    |         | 48° 01′ 19″ nord, 4° 35′ 33″ ouest | « PA00090317 » | Classé MH                                 | 1909 | Chapelle de Saint-Tugen                                                     |
| Chapelle Saint-Chrisanthe de Kerscoulet                                     | Primelin                    |         | 48° 02′ 11″ nord, 4° 36′ 29″ ouest | « IA00006353 » |                                           |      | Chapelle Saint-Chrisanthe de Kerscoulet                                     |
| Chapelle Saint-Théodore de Kerven                                           | Primelin                    |         | 48° 01′ 38″ nord, 4° 36′ 12″ ouest | « IA00006354 » |                                           |      | Chapelle Saint-Théodore de Kerven                                           |
| Chapelle Notre-Dame-de-la-Clarté de la Clarté-Lezennet                      | Querrien                    |         | 47° 58′ 38″ nord, 3° 34′ 08″ ouest |                |                                           |      | Chapelle Notre-Dame-de-la-Clarté de la Clarté-Lezennet                      |
| Chapelle Sainte-Anne de Belle-Fontaine                                      | Querrien                    |         | 47° 56′ 25″ nord, 3° 33′ 59″ ouest |                |                                           |      | Image manquante Téléverser                                                  |
| Chapelle Saint-Joseph de Querrien                                           | Querrien                    |         | 47° 57′ 31″ nord, 3° 32′ 15″ ouest |                |                                           |      | Chapelle Saint-Joseph de Querrien                                           |
| Chapelle de Ti Mamm Doué                                                    | Quimper                     |         | 48° 01′ 14″ nord, 4° 05′ 53″ ouest | « PA00090327 » | Classé MH                                 | 1903 | Chapelle de Ti Mamm Doué                                                    |
| Chapelle de la maison de retraite la Retraite de Quimper                    | Quimper                     |         | 47° 59′ 48″ nord, 4° 06′ 06″ ouest |                |                                           |      | Image manquante Téléverser                                                  |
| Chapelle neuve de Quimper                                                   | Quimper                     |         | 47° 59′ 44″ nord, 4° 06′ 04″ ouest |                |                                           |      | Chapelle neuve de Quimper                                                   |
| Chapelle Notre-Dame-de-Bon-Secours de Quimper                               | Quimper                     |         | 47° 59′ 52″ nord, 4° 06′ 11″ ouest | « PA00090332 » | Inscrit MH                                | 1932 | Chapelle Notre-Dame-de-Bon-Secours de Quimper                               |
| Chapelle Notre-Dame-du-Mont-Carmel de Kernilis                              | Quimper                     |         | 48° 02′ 05″ nord, 4° 05′ 52″ ouest |                |                                           |      | Chapelle Notre-Dame-du-Mont-Carmel de Kernilis                              |
| Chapelle Saint-Conogan de Quimper                                           | Quimper                     |         | 48° 00′ 37″ nord, 4° 07′ 24″ ouest |                |                                           |      | Image manquante Téléverser                                                  |
| Chapelle Saint-Joseph de la maison de retraite des Jésuites de Quimper      | Quimper                     |         | 47° 59′ 41″ nord, 4° 06′ 43″ ouest |                |                                           |      | Chapelle Saint-Joseph de la maison de retraite des Jésuites de Quimper      |
| Chapelle Saint-Laurent de Quimper                                           | Quimper                     |         | 47° 59′ 13″ nord, 4° 05′ 30″ ouest |                |                                           |      | Image manquante Téléverser                                                  |
| Chapelle Saint-Sébastien du lycée Brizeux de Quimper                        | Quimper                     |         | 47° 59′ 39″ nord, 4° 06′ 42″ ouest |                |                                           |      | Chapelle Saint-Sébastien du lycée Brizeux de Quimper                        |
| Chapelle Saint-Pierre de Cuzon                                              | Quimper                     |         | 48° 00′ 15″ nord, 4° 04′ 28″ ouest |                |                                           |      | Chapelle Saint-Pierre de Cuzon                                              |
| Chapelle de Menfouès                                                        | Quimper                     |         | 48° 03′ 23″ nord, 4° 06′ 00″ ouest |                |                                           |      | Chapelle de Menfouès                                                        |
| Chapelle du cimetière Saint-Louis de Quimper                                | Quimper                     |         | 47° 59′ 58″ nord, 4° 06′ 11″ ouest |                |                                           |      | Chapelle du cimetière Saint-Louis de Quimper                                |
| Chapelle du manoir des Indes                                                | Quimper                     |         | 48° 00′ 13″ nord, 4° 09′ 21″ ouest |                |                                           |      | Chapelle du manoir des Indes                                                |
| Chapelle du grand séminaire de Quimper                                      | Quimper                     |         | 47° 59′ 49″ nord, 4° 05′ 46″ ouest |                |                                           |      | Chapelle du grand séminaire de Quimper                                      |
| Chapelle de la Providence de Quimper                                        | Quimper                     |         | 47° 59′ 55″ nord, 4° 06′ 29″ ouest |                |                                           |      | Chapelle de la Providence de Quimper                                        |
| Chapelle de Lothéa                                                          | Quimperlé                   |         | 47° 50′ 59″ nord, 3° 32′ 34″ ouest |                |                                           |      | Chapelle de Lothéa                                                          |
| Chapelle du Couvent des Ursulines de Quimperlé                              | Quimperlé                   |         | 47° 52′ 11″ nord, 3° 32′ 50″ ouest | « PA00090378 » | Inscrit MH                                | 1927 | Chapelle du Couvent des Ursulines de Quimperlé                              |
| Chapelle de l'institution Notre-Dame de Kerbertrand                         | Quimperlé                   |         | 47° 52′ 21″ nord, 3° 33′ 56″ ouest | « EA29000010 » |                                           |      | Image manquante Téléverser                                                  |
| Chapelle Saint-Joseph de l'abbaye Blanche de Quimperlé                      | Quimperlé                   |         | 47° 52′ 09″ nord, 3° 32′ 37″ ouest |                |                                           |      | Chapelle Saint-Joseph de l'abbaye Blanche de Quimperlé                      |
| Chapelle Saint-David de Quimperlé                                           | Quimperlé                   |         | 47° 52′ 13″ nord, 3° 32′ 28″ ouest | « IA29000487 » |                                           |      | Chapelle Saint-David de Quimperlé                                           |
| Chapelle Saint-Eutrope de Quimperlé                                         | Quimperlé                   |         | 47° 52′ 15″ nord, 3° 33′ 01″ ouest |                |                                           |      | Image manquante Téléverser                                                  |
| Chapelle Saint-Laurent de Quimperlé                                         | Quimperlé                   |         | 47° 52′ 15″ nord, 3° 32′ 54″ ouest | « IA29000488 » |                                           |      | Chapelle Saint-Laurent de Quimperlé                                         |
| Chapelle Notre-Dame de Kergoat                                              | Quéménéven                  |         | 48° 06′ 52″ nord, 4° 10′ 10″ ouest | « PA00090319 » | Inscrit MH                                | 1935 | Chapelle Notre-Dame de Kergoat                                              |
| Chapelle Notre-Dame de Trémor                                               | Riec-sur-Bélon              |         | 47° 50′ 18″ nord, 3° 44′ 49″ ouest |                |                                           |      | Chapelle Notre-Dame de Trémor                                               |
| Chapelle Sainte-Marguerite de Riec-sur-Bélon                                | Riec-sur-Bélon              |         | 47° 51′ 28″ nord, 3° 43′ 44″ ouest |                |                                           |      | Chapelle Sainte-Marguerite de Riec-sur-Bélon                                |
| Chapelle Notre-Dame de Trébellec                                            | Riec-sur-Bélon              |         | 47° 52′ 14″ nord, 3° 42′ 25″ ouest |                |                                           |      | Chapelle Notre-Dame de Trébellec                                            |
| Chapelle Saint-Léger de Lannéguy                                            | Riec-sur-Bélon              |         | 47° 49′ 17″ nord, 3° 41′ 21″ ouest |                |                                           |      | Chapelle Saint-Léger de Lannéguy                                            |
| Chapelle du centre hélio-marin de Perharidy                                 | Roscoff                     |         | 48° 43′ 22″ nord, 4° 00′ 23″ ouest |                |                                           |      | Image manquante Téléverser                                                  |
| Chapelle Notre-Dame-de-Bonne-Nouvelle de Roscoff                            | Roscoff                     |         | 48° 42′ 27″ nord, 3° 59′ 03″ ouest |                |                                           |      | Image manquante Téléverser                                                  |
| Chapelle ossuaire de Roscoff                                                | Roscoff                     |         | 48° 43′ 36″ nord, 3° 59′ 10″ ouest | « PA00090402 » | Classé MH                                 | 1913 | Chapelle ossuaire de Roscoff                                                |
| Chapelle Sainte-Anne de Roscoff                                             | Roscoff                     |         | 48° 43′ 27″ nord, 3° 58′ 58″ ouest | « IA00064899 » |                                           |      | Chapelle Sainte-Anne de Roscoff                                             |
| Chapelle Sainte-Barbe de Roscoff                                            | Roscoff                     |         | 48° 43′ 32″ nord, 3° 58′ 17″ ouest | « IA00064905 » |                                           |      | Chapelle Sainte-Barbe de Roscoff                                            |
| Chapelle Sainte-Brigitte de Roscoff                                         | Roscoff                     |         | 48° 43′ 35″ nord, 3° 59′ 10″ ouest |                |                                           |      | Image manquante Téléverser                                                  |
| Chapelle Saint-Nicolas de Roscoff                                           | Roscoff                     |         | 48° 43′ 14″ nord, 3° 59′ 07″ ouest | « IA00064894 » |                                           |      | Chapelle Saint-Nicolas de Roscoff                                           |
| Chapelle Saint-Ninien dite de Marie Stuart de Roscoff                       | Roscoff                     |         | 48° 43′ 34″ nord, 3° 59′ 00″ ouest | « IA00064892 » |                                           |      | Chapelle Saint-Ninien dite de Marie Stuart de Roscoff                       |
| Chapelle Saint-Maurice du Moustoir                                          | Rosporden                   |         | 47° 54′ 45″ nord, 3° 46′ 24″ ouest | « PA00090406 » | Classé MH                                 | 1910 | Chapelle Saint-Maurice du Moustoir                                          |
| Chapelle Saint-Jean-Baptiste de Locjean                                     | Rosporden                   |         | 47° 58′ 55″ nord, 3° 47′ 32″ ouest |                |                                           |      | Image manquante Téléverser                                                  |
| Chapelle Sainte-Yvonne de Gorréquer                                         | Rosporden                   |         | 47° 59′ 19″ nord, 3° 45′ 29″ ouest |                |                                           |      | Image manquante Téléverser                                                  |
| Chapelle Saint-Éloi de Rosporden                                            | Rosporden                   |         | 47° 57′ 31″ nord, 3° 50′ 24″ ouest |                |                                           |      | Chapelle Saint-Éloi de Rosporden                                            |
| Chapelle de Rosgrand                                                        | Rédené                      |         | 47° 52′ 46″ nord, 3° 30′ 40″ ouest |                |                                           |      | Image manquante Téléverser                                                  |
| Chapelle Sainte-Marguerite de Rédéné                                        | Rédené                      |         | 47° 50′ 00″ nord, 3° 29′ 20″ ouest | « IA29002030 » |                                           |      | Chapelle Sainte-Marguerite de Rédéné                                        |
| Chapelle Saint-Laurent de Saint-Coulitz                                     | Saint-Coulitz               |         | 48° 10′ 36″ nord, 4° 02′ 51″ ouest |                |                                           |      | Image manquante Téléverser                                                  |
| Chapelle Sainte-Anne de Kergoff                                             | Saint-Frégant               |         | 48° 36′ 43″ nord, 4° 22′ 23″ ouest |                |                                           |      | Image manquante Téléverser                                                  |
| Chapelle Saint-Hubert de Trévarez                                           | Saint-Goazec                |         | 48° 09′ 20″ nord, 3° 48′ 25″ ouest |                |                                           |      | Chapelle Saint-Hubert de Trévarez                                           |
| Chapelle Sainte-Marie-Madeleine du Moustoir                                 | Saint-Goazec                |         | 48° 08′ 04″ nord, 3° 44′ 34″ ouest | « IA00005171 » |                                           |      | Image manquante Téléverser                                                  |
| Chapelle Saint-Sauveur de Saint-Hernin                                      | Saint-Hernin                |         | 48° 13′ 19″ nord, 3° 35′ 47″ ouest |                |                                           |      | Chapelle Saint-Sauveur de Saint-Hernin                                      |
| Chapelle de Tronoën                                                         | Saint-Jean-Trolimon         |         | 47° 51′ 23″ nord, 4° 19′ 42″ ouest | « PA00090420 » | Classé MH                                 | 1907 | Chapelle de Tronoën                                                         |
| Chapelle Saint-Évy de Kerbascoal                                            | Saint-Jean-Trolimon         |         | 47° 52′ 26″ nord, 4° 19′ 04″ ouest |                |                                           |      | Chapelle Saint-Évy de Kerbascoal                                            |
| Chapelle Saint-Mélar de Néléhen                                             | Saint-Jean-du-Doigt         |         | 48° 40′ 54″ nord, 3° 45′ 30″ ouest |                |                                           |      | Image manquante Téléverser                                                  |
| Chapelle du monastère Saint-François-de-Cuburien de Saint-Martin-des-Champs | Saint-Martin-des-Champs     |         | 48° 36′ 03″ nord, 3° 50′ 52″ ouest |                |                                           |      | Chapelle du monastère Saint-François-de-Cuburien de Saint-Martin-des-Champs |
| Chapelle Notre-Dame-de-la-Salette de Saint-Martin-des-Champs                | Saint-Martin-des-Champs     |         | 48° 36′ 03″ nord, 3° 51′ 00″ ouest |                |                                           |      | Chapelle Notre-Dame-de-la-Salette de Saint-Martin-des-Champs                |
| Chapelle Saint-Côme de Saint-Nic                                            | Saint-Nic                   |         | 48° 11′ 38″ nord, 4° 17′ 14″ ouest | « PA00090424 » | Classé MH                                 | 1947 | Chapelle Saint-Côme de Saint-Nic                                            |
| Chapelle Saint-Jean à Saint-Nic                                             | Saint-Nic                   |         | 48° 12′ 50″ nord, 4° 17′ 18″ ouest | « IA00005245 » |                                           |      | Chapelle Saint-Jean à Saint-Nic                                             |
| Chapelle Notre-Dame du Kreisker                                             | Saint-Pol-de-Léon           |         | 48° 40′ 58″ nord, 3° 59′ 12″ ouest | « PA00090427 » | Classé MH                                 | 1840 | Chapelle Notre-Dame du Kreisker                                             |
| Chapelle Saint-Charles-Borromée de Saint-Pol-de-Léon                        | Saint-Pol-de-Léon           |         | 48° 40′ 29″ nord, 3° 57′ 50″ ouest | « PA29000025 » | Inscrit MH                                | 1997 | Chapelle Saint-Charles-Borromée de Saint-Pol-de-Léon                        |
| Chapelle Saint-Joseph de Saint-Pol-de-Léon                                  | Saint-Pol-de-Léon           |         | 48° 41′ 07″ nord, 3° 59′ 02″ ouest |                |                                           |      | Chapelle Saint-Joseph de Saint-Pol-de-Léon                                  |
| Chapelle de Saint-Pol-de-Léon                                               | Saint-Pol-de-Léon           |         | 48° 41′ 09″ nord, 3° 58′ 43″ ouest |                |                                           |      | Image manquante Téléverser                                                  |
| Chapelle de la Sainte-Famille de Saint-Pol-de-Léon                          | Saint-Pol-de-Léon           |         | 48° 40′ 57″ nord, 3° 59′ 14″ ouest | « IA00064967 » |                                           |      | Chapelle de la Sainte-Famille de Saint-Pol-de-Léon                          |
| Chapelle des Ursulines de Saint-Pol-de-Léon                                 | Saint-Pol-de-Léon           |         | 48° 40′ 57″ nord, 3° 59′ 03″ ouest | « IA00064982 » |                                           |      | Chapelle des Ursulines de Saint-Pol-de-Léon                                 |
| Chapelle de Kerliviry en Cléder                                             | Saint-Pol-de-Léon           |         | à géolocaliser                     |                |                                           |      | Chapelle de Kerliviry en Cléder                                             |
| Chapelle du château de Kernévez                                             | Saint-Pol-de-Léon           |         | 48° 40′ 41″ nord, 3° 58′ 30″ ouest |                |                                           |      | Chapelle du château de Kernévez                                             |
| Chapelle Saint-Michel de Brasparts                                          | Saint-Rivoal                |         | 48° 21′ 01″ nord, 3° 56′ 44″ ouest |                |                                           |      | Chapelle Saint-Michel de Brasparts                                          |
| Chapelle Saint-Sébastien de Saint-Ségal                                     | Saint-Ségal                 |         | 48° 13′ 22″ nord, 4° 06′ 28″ ouest | « PA00090437 » | Classé MH                                 | 1958 | Chapelle Saint-Sébastien de Saint-Ségal                                     |
| Chapelle Notre-Dame de la Roche de Saint-Thois                              | Saint-Thois                 |         | 48° 08′ 53″ nord, 3° 54′ 33″ ouest | « IA00005181 » |                                           |      | Chapelle Notre-Dame de la Roche de Saint-Thois                              |
| Chapelle Saint-Herbot de Botiguéry                                          | Saint-Thonan                |         | 48° 27′ 48″ nord, 4° 18′ 30″ ouest |                |                                           |      | Chapelle Saint-Herbot de Botiguéry                                          |
| Chapelle ossuaire de Saint-Thégonnec                                        | Saint-Thégonnec Loc-Eguiner |         | 48° 31′ 12″ nord, 3° 56′ 48″ ouest |                |                                           |      | Chapelle ossuaire de Saint-Thégonnec                                        |
| Chapelle ossuaire de Saint-Thégonnec                                        | Saint-Thégonnec Loc-Eguiner |         | 48° 31′ 12″ nord, 3° 56′ 48″ ouest |                |                                           |      | Chapelle ossuaire de Saint-Thégonnec                                        |
| Chapelle Sainte-Brigitte de Sainte-Brigitte (Finistère)                     | Saint-Thégonnec Loc-Eguiner |         | 48° 28′ 56″ nord, 3° 56′ 27″ ouest |                |                                           |      | Chapelle Sainte-Brigitte de Sainte-Brigitte (Finistère)                     |
| Chapelle Notre-Dame de Trévarn                                              | Saint-Urbain                |         | 48° 22′ 59″ nord, 4° 14′ 48″ ouest |                |                                           |      | Chapelle Notre-Dame de Trévarn                                              |
| Chapelle de la maison d'accueil de Créac'h Balbé                            | Saint-Urbain                |         | 48° 24′ 05″ nord, 4° 13′ 02″ ouest |                |                                           |      | Image manquante Téléverser                                                  |
| Chapelle de la maison d'accueil de Créac'h Balbé                            | Saint-Urbain                |         | 48° 24′ 05″ nord, 4° 13′ 02″ ouest |                |                                           |      | Image manquante Téléverser                                                  |
| Chapelle Saint-Jean de Kernonnen                                            | Saint-Vougay                |         | 48° 37′ 07″ nord, 4° 08′ 28″ ouest | « IA00005514 » |                                           |      | Chapelle Saint-Jean de Kernonnen                                            |
| Chapelle du château de Kerjean                                              | Saint-Vougay                |         | 48° 34′ 50″ nord, 4° 08′ 50″ ouest |                |                                           |      | Chapelle du château de Kerjean                                              |
| Chapelle Notre-Dame de Locmaria-an-Hent                                     | Saint-Yvi                   |         | 47° 56′ 29″ nord, 3° 53′ 49″ ouest | « PA00090443 » | Classé MH                                 | 1910 | Chapelle Notre-Dame de Locmaria-an-Hent                                     |
| Chapelle Saint-André du Dréau                                               | Saint-Évarzec               |         | 47° 59′ 03″ nord, 4° 00′ 22″ ouest |                |                                           |      | Chapelle Saint-André du Dréau                                               |
| Chapelle Sainte-Véronique de Lanvéron                                       | Saint-Évarzec               |         | 47° 57′ 20″ nord, 3° 59′ 14″ ouest |                |                                           |      | Image manquante Téléverser                                                  |
| Chapelle Saint-Philibert de Saint-Évarzec                                   | Saint-Évarzec               |         | 47° 55′ 55″ nord, 4° 01′ 19″ ouest |                |                                           |      | Chapelle Saint-Philibert de Saint-Évarzec                                   |
| Chapelle Saint-Claude de Dossen                                             | Santec                      |         | 48° 41′ 54″ nord, 4° 03′ 02″ ouest |                |                                           |      | Chapelle Saint-Claude de Dossen                                             |
| Chapelle Saint-Sauveur de Coadry                                            | Scaër                       |         | 48° 02′ 45″ nord, 3° 45′ 49″ ouest | « PA00090446 » | Inscrit MH                                | 1933 | Chapelle Saint-Sauveur de Coadry                                            |
| Chapelle Notre-Dame de Penvern                                              | Scaër                       |         | 48° 03′ 05″ nord, 3° 41′ 58″ ouest |                |                                           |      | Chapelle Notre-Dame de Penvern                                              |
| Chapelle Notre-Dame de Plascaër                                             | Scaër                       |         | 48° 00′ 15″ nord, 3° 46′ 22″ ouest |                |                                           |      | Chapelle Notre-Dame de Plascaër                                             |
| Chapelle Sainte-Thérèse-de-l'Enfant-Jésus de Cascadec                       | Scaër                       |         | 48° 00′ 16″ nord, 3° 40′ 54″ ouest |                |                                           |      | Chapelle Sainte-Thérèse-de-l'Enfant-Jésus de Cascadec                       |
| Chapelle Saint-Adrien de Scaër                                              | Scaër                       |         | 47° 58′ 01″ nord, 3° 42′ 34″ ouest |                |                                           |      | Chapelle Saint-Adrien de Scaër                                              |
| Chapelle Saint-Guénolé de Scaër                                             | Scaër                       |         | 47° 59′ 02″ nord, 3° 44′ 49″ ouest |                |                                           |      | Chapelle Saint-Guénolé de Scaër                                             |
| Chapelle Saint-Jean de Scaër                                                | Scaër                       |         | 48° 01′ 10″ nord, 3° 40′ 10″ ouest |                |                                           |      | Chapelle Saint-Jean de Scaër                                                |
| Chapelle Saint-Paul de Crénorien                                            | Scaër                       |         | 48° 04′ 31″ nord, 3° 43′ 30″ ouest |                |                                           |      | Chapelle Saint-Paul de Crénorien                                            |
| Chapelle de Koat-Keo                                                        | Scrignac                    |         | 48° 23′ 54″ nord, 3° 40′ 27″ ouest | « PA29000033 » | Inscrit MH                                | 1997 | Chapelle de Koat-Keo                                                        |
| Chapelle Saint-Corentin de Trénivel                                         | Scrignac                    |         | 48° 25′ 35″ nord, 3° 43′ 56″ ouest |                |                                           |      | Chapelle Saint-Corentin de Trénivel                                         |
| Chapelle Saint-Ildut de Sizun                                               | Sizun                       |         | 48° 25′ 42″ nord, 4° 05′ 36″ ouest | « PA29000097 » | Inscrit MH                                | 2015 | Chapelle Saint-Ildut de Sizun                                               |
| Chapelle ossuaire de Sizun                                                  | Sizun                       |         | 48° 24′ 21″ nord, 4° 04′ 40″ ouest |                |                                           |      | Chapelle ossuaire de Sizun                                                  |
| Chapelle Notre-Dame du Crann                                                | Spézet                      |         | 48° 11′ 13″ nord, 3° 43′ 25″ ouest | « PA00090452 » | Classé MH                                 | 1916 | Chapelle Notre-Dame du Crann                                                |
| Chapelle Sainte-Thérèse de Kerhaliou                                        | Spézet                      |         | 48° 11′ 27″ nord, 3° 39′ 08″ ouest | « IA00005055 » |                                           |      | Image manquante Téléverser                                                  |
| Chapelle Saint-Herbot de Taulé                                              | Taulé                       |         | 48° 36′ 23″ nord, 3° 53′ 37″ ouest |                |                                           |      | Image manquante Téléverser                                                  |
| Chapelle Sainte-Julitte de Lanjulitte                                       | Telgruc-sur-Mer             |         | 48° 12′ 46″ nord, 4° 19′ 42″ ouest |                |                                           |      | Chapelle Sainte-Julitte de Lanjulitte                                       |
| Chapelle Saint-Candide de Locunduff                                         | Tourch                      |         | 48° 00′ 21″ nord, 3° 49′ 18″ ouest |                |                                           |      | Chapelle Saint-Candide de Locunduff                                         |
| Chapelle Saint-Fiacre de Treffiagat                                         | Treffiagat                  |         | 47° 47′ 58″ nord, 4° 15′ 18″ ouest |                |                                           |      | Chapelle Saint-Fiacre de Treffiagat                                         |
| Chapelle Notre-Dame-du-Val de Kerléo                                        | Trébabu                     |         | 47° 22′ 41″ nord, 4° 43′ 55″ ouest |                |                                           |      | Chapelle Notre-Dame-du-Val de Kerléo                                        |
| Chapelle Saint-Guévroc de Tréflez                                           | Tréflez                     |         | 48° 38′ 55″ nord, 4° 16′ 07″ ouest | « IA00006521 » |                                           |      | Chapelle Saint-Guévroc de Tréflez                                           |
| Chapelle ossuaire de Tréflez                                                | Tréflez                     |         | 48° 37′ 24″ nord, 4° 15′ 39″ ouest |                |                                           |      | Chapelle ossuaire de Tréflez                                                |
| Chapelle Jésus                                                              | Trégarantec                 |         | 48° 33′ 35″ nord, 4° 17′ 37″ ouest |                |                                           |      | Image manquante Téléverser                                                  |
| Chapelle Notre-Dame de Pontouar                                             | Trégourez                   |         | 48° 05′ 51″ nord, 3° 52′ 28″ ouest | « PA00090463 » | Inscrit MH                                | 1928 | Chapelle Notre-Dame de Pontouar                                             |
| Chapelle Saint-Vio de Tréguennec                                            | Tréguennec                  |         | 47° 52′ 20″ nord, 4° 20′ 16″ ouest |                |                                           |      | Chapelle Saint-Vio de Tréguennec                                            |
| Chapelle Saint-Alor de Tréguennec                                           | Tréguennec                  |         | 47° 53′ 27″ nord, 4° 20′ 00″ ouest | « IA29003484 » |                                           |      | Chapelle Saint-Alor de Tréguennec                                           |
| Chapelle Notre-Dame de Kerven                                               | Trégunc                     |         | 47° 50′ 51″ nord, 3° 49′ 39″ ouest | « PA00090466 » | Inscrit MH                                | 1932 | Chapelle Notre-Dame de Kerven                                               |
| Chapelle Saint-Philibert de Trégunc                                         | Trégunc                     |         | 47° 48′ 20″ nord, 3° 49′ 59″ ouest | « PA00090467 » | Inscrit MH                                | 1932 | Chapelle Saint-Philibert de Trégunc                                         |
| Chapelle Sainte-Élisabeth de Trégunc                                        | Trégunc                     |         | 47° 50′ 22″ nord, 3° 50′ 09″ ouest |                |                                           |      | Image manquante Téléverser                                                  |
| Chapelle Saint-Sébastien de Tréméoc                                         | Tréméoc                     |         | 47° 55′ 21″ nord, 4° 12′ 35″ ouest | « PA00090477 » | Inscrit MH                                | 1971 | Chapelle Saint-Sébastien de Tréméoc                                         |
| Chapelle Saint-Diboan de Loc Ivy                                            | Tréméven                    |         | 47° 53′ 20″ nord, 3° 31′ 32″ ouest | « IA29000436 » |                                           |      | Chapelle Saint-Diboan de Loc Ivy                                            |
| Chapelle Sainte-Anne de l'Île de Batz                                       | Île-de-Batz                 |         | 48° 44′ 31″ nord, 3° 59′ 36″ ouest | « PA00090010 » | Classé MH                                 | 1980 | Chapelle Sainte-Anne de l'Île de Batz                                       |
| Chapelle Saint-Corentin de l'Île-de-Sein                                    | Île-de-Sein                 |         | 48° 02′ 31″ nord, 4° 52′ 03″ ouest | « IA00006209 » |                                           |      | Chapelle Saint-Corentin de l'Île-de-Sein                                    |